# 鎌倉仏教
鎌倉仏教（かまくらぶっきょう、英語: Kamakura Buddhism）は平安時代末期から鎌倉時代にかけて新たに広まった日本仏教の宗派を総称して使用される。奈良、平安時代の旧仏教の鎌倉時代における復興も含めて鎌倉時代の仏教全体を総称して使用される場合もあり明確な規定はない。
そのため新しく広まった仏教の宗派のみを区別して、「鎌倉新仏教」と呼称する場合があり、その場合は、法然（浄土宗）・親鸞（浄土真宗）・栄西（臨済宗）・道元（曹洞宗）・日蓮（日蓮宗）・一遍（時宗）によってはじめられた6宗を指す。
平安時代までの仏教の特徴はあくまで天皇や貴族が中心であり地位が高い人だけの仏教であったが、鎌倉新仏教の特徴は「信仰のしやすさ」があり、かつ1052年を末法元年として捉える「末法思想」を背景に、実際に地震、飢饉、疫病が多発し、二度の元寇の脅威があり、50回もの元号改元（そのうち災異改元が30回）を行うほど、人々が苦しめられていた時代を背景として、庶民、武家にまで広く広まった。各宗派の特徴は、大きく念仏・題目・座禅の３つに分けられる。
「鎌倉新仏教」の語をめぐっては後述のように研究者によって様々な見解が存在する（→ 「鎌倉仏教論」 節）。

## 概要

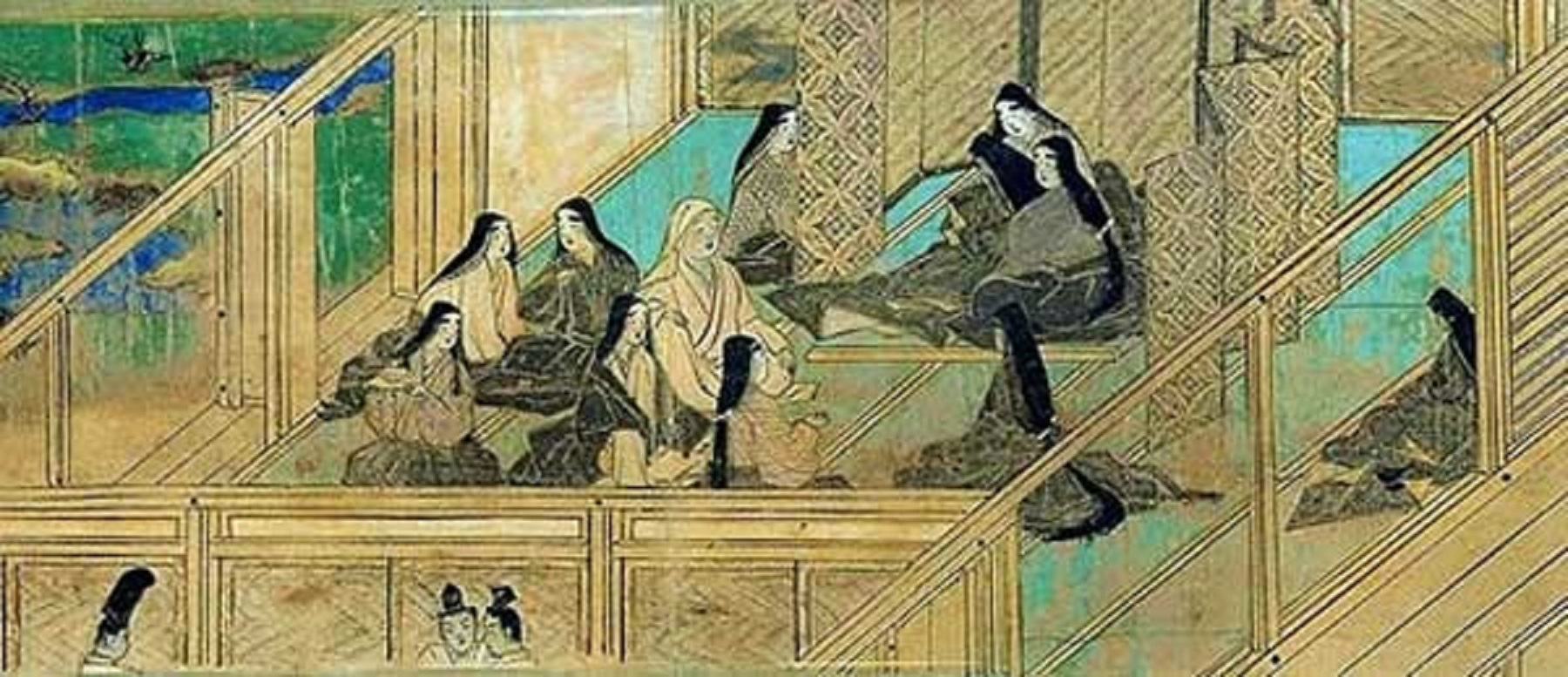
女人救済をおこなった法然の生涯を描いた絵巻物『法然上人絵伝』（国宝）

鎌倉時代にあっては、国家的事業として東大寺をはじめ南都（奈良）の諸寺の再建がなされる一方、12世紀中ごろから13世紀にかけて、新興の武士や農民たちの求めに応じて、日本仏教の新しい宗派である浄土宗、浄土真宗、時宗、日蓮宗、臨済宗、曹洞宗の宗祖が活躍した（このうち、浄土宗の開宗は厳密に言えば、平安時代末期のことであるが「鎌倉新仏教」に含めて考えられる）。この6宗はいずれも、開祖は比叡山延暦寺など天台宗に学んだ経験をもち、前4者はいわゆる「旧仏教」のなかから生まれ、後2者は中国から新たに輸入された仏教である。「鎌倉新仏教」6宗は教説も成立の事情も異なるが、「旧仏教」の要求するようなきびしい戒律や学問、寄進を必要とせず（ただし、禅宗は戒律を重視）、ただ、信仰によって在家（在俗生活）のままで救いにあずかることができると説く点で一致していた。
これに対し、「旧仏教」（南都六宗、天台宗および真言宗）側も奈良時代に唐僧鑑真が日本に伝えた戒律の護持と普及に尽力する一方、社会事業に貢献するなど多方面での刷新運動を展開した。そして、「新仏教」のみならず「旧仏教」においても重要な役割を担ったのが、官僧（天皇から得度を許され、国立戒壇において授戒をうけた仏僧）の制約から解き放たれた遁世僧（官僧の世界から離脱して仏道修行に努める仏僧）の存在であった。

## 「新仏教」6宗の概要
「鎌倉新仏教」とは、一般には次の6宗を示している。
| 宗派                      | 開祖                       | 教理の特色 | 支持層                                 |
| ------------------------- | -------------------------- | --- | -------------------------------------- |
| 浄土宗                    | 法然（源空） 1133年-1212年 | 難しい教義を知ることも、苦しい修行も、造寺・造塔・造仏も必要ない。ただひたすらに「南無阿弥陀仏」を唱えることが大切だと説く。                                 | 京の公家、武士、庶民                   |
| 浄土真宗 （真宗・一向宗） | 親鸞 1173年-1262年         | 師である法然の教えを継承、展開、深化させる。一念発起（一度信心をおこして念仏を唱えれば、ただちに往生が決定する）や悪人正機説を説く。                         | 地方武士や農民、とくに下層民           |
| 時宗 （時衆・遊行宗）     | 一遍（智真） 1239年-1289年 | 賦算（念仏を記した札を配り、受けとった者を往生させる）→男女の区別や浄・不浄、信心の有無さえ問わず、万人は念仏を唱えれば救われると説く。                      | 全国の武士・農民                       |
| 法華宗 （日蓮宗）         | 日蓮 1222年-1282年         | 法華経こそが唯一の釈迦の教えであり、その他の経典は未完成もしくは誤りの法であるとして、題目（「南無妙法蓮華経」）唱和により救われると説く。辻説法で布教した。 | 下級武士、商工業者                     |
| 臨済宗                    | 栄西 1141年-1215年         | 坐禅を組みながら、師の与える問題を1つ1つ解決しながら（公案問答）、悟りに到達すると説く。政治に通じ、幕府の保護と統制を受ける。                               | 公家、京・鎌倉の上級武士、地方有力武士 |
| 曹洞宗                    | 道元 1200年-1253年         | ただひたすら坐禅を組むこと（只管打坐）で悟りにいたることを主眼とし、世俗に交わらずに厳しい修行をおこない、政治権力に接近しないことを説く。                   | 地方の中小武士・農民                   |

すなわち、他力本願を旨とする浄土系諸宗（浄土宗、浄土真宗、時宗）、天台宗系の法華宗（日蓮宗）、不立文字を旨とする禅宗系の臨済宗と曹洞宗である。
「鎮護国家」の思想のもと、律令国家によって保護された奈良時代の南都六宗（奈良仏教）が仏教研究者集団としての性格をもち、また、平安仏教においては、学問的能力を必要とした顕教にしても、きびしい修行と超人的能力を前提とする密教にしても、貴族仏教としての性格を免れなかったのに対して、上記の6宗は主として新たに台頭してきた武士階級や一般庶民へと広がっていった。
国風文化期に隆盛した浄土教にしても、平安時代にあっては、阿弥陀堂建立の盛行にみられるように経済力の裏づけあってのものであったが、それに対し鎌倉仏教は、概して、
- 易行（いぎょう）…厳しい修行ではない
- 選択（せんちゃく）…救済方法を一つ選ぶ
- 専修（せんじゅ）…ひたすらに打ち込む

の諸特徴を有するといわれ、特に念仏を重んじる浄土系の浄土宗・浄土真宗・時宗に顕著にみられる。浄土系諸門はみずからを「他力易行門」と称し、禅宗（臨済宗、曹洞宗）の実践する坐禅を「自力」のわざであり、「難行」であると批判したが、悟りに到達する方法として一つを選び、それに打ち込むあり方においては、禅宗もまた鎌倉時代に成立した他の「新仏教」諸派に共通する要素をもっていた。
12世紀からの大転換期にあって、人びとは相次ぐ戦乱と飢饉に末法の世の到来を実感し、あたらしい救いを仏教に求めた。こうした要望にこたえたのが、信心や修行のあり方に着目した念仏と題目、および禅の教えであった。これらは、庶民や新興武士階級にも受容できる仏教のあり方だったのである。そして、民衆の生活に奥深く浸透していった点で、鎌倉仏教（「鎌倉新仏教」）は、大陸から伝わった仏教の「日本化」を示す現象として説明される。

## 浄土系諸宗の開宗

### 法然と浄土宗

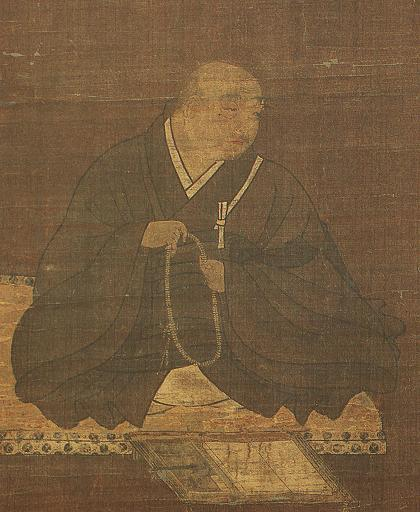
法然（源空）

美作国の豪族の家に生まれた法然（1133年 - 1212年）は、9歳のとき、同じ荘園に住む武士の夜討ちにあって殺害された父、漆間時国の遺言にしたがい、その菩提をとむらうため仏門に入った。1147年（久安3年）、比叡山延暦寺戒壇で天台座主の行玄を戒師として授戒を受けた。当初は山門（比叡山）で皇円らのもとで天台宗の教学を学んだが、そこでの生活にあきたらず、「悟り」の仏教ではなく、「救い」の仏教を求め、黒谷別所 にうつり浄土教の学僧として知られた叡空に学び、「法然房源空」と号した。一切経を読むこと5回におよび、その学識の高さは「知恵第一の法然房」と呼ばれるほどであった。叡空やその師の良忍（融通念仏宗の開祖）は、源信の『往生要集』に発する浄土教の教えを信奉した。しかし、浄土に往生する行法としては念仏以外の諸行を認めていた。
1175年（承安5年）、黒谷別所での修行をへた法然は、もっぱら阿弥陀仏の誓願を信じ「南無阿弥陀仏」と念仏を唱えれば、死後は平等に往生できるという専修念仏の教えを説き、中国の唐代の僧善導の著作『観無量寿経疏』に依拠して浄土宗を開いた。阿弥陀仏の誓願（弥陀の本願）とは、阿弥陀仏がまだ「法蔵比丘」とよばれる修行者だったときに立てた48の願のことであり、また、これらの願がすべて成就しなければ仏とはならないと誓い、すべての衆生を必ず救済しようとしたことを指す。ところで、すでに法蔵比丘は十劫のむかしに悟りを開いて仏となっているのだから、願いはすべて成就されていることとなる。法然は、阿弥陀仏が多くの行のなかから48を選び、さらにそのなかで最も平易な行は第十八願の念仏行なのであるから、人は、ただひたすらそのことを信じ、念仏を唱えればよいと説いたのである。ここでは、顕密の修行のすべては難行・雑行としてしりぞけられ、念仏を唱える易行のみが正行とされた。法然は浄土門以外の教えを「聖道門」と呼んで否定し、仏僧たちが口では戒律を尊びながらも実際には退廃した生活を送っている現状を批判した。
1186年（文治2年）、大原勝林院の丈六堂に、延暦寺の永弁・智海・証真、三論宗の明遍、法相宗の貞慶、嵯峨往生院の念仏房、大原来迎院の蓮契、それに念仏僧重源ら20名をこえる学僧や300名をこす聴衆が集まり、法然の真意を聴く大原問答がおこなわれている。ここで、法然は「乱想の凡夫」と自己規定し、それゆえ観念（仏や浄土を心に想い描いて念ずること）ではなく称念（仏や浄土を称えること）、観仏（仏を観ずること）ではなく念仏（仏を念ずること）に専修できると諄々と説いていった。これは、「鎌倉仏教」の名で総称される仏教変革運動の始まりを示す歴史上の一転換点となった。
東山の吉水を本拠に念仏の信仰を説いた法然の教えは、摂関家の九条兼実ら新時代の到来に不安をかかえる中央貴族や平重衡など上級武士、さらに一般の武士や庶民にも広まった。1189年（文治5年）には兼実に授戒しており、1190年（建久元年）には東大寺大勧進職重源の求めに応じて、東大寺で浄土三部経の講説をおこなった。兼実の求めに応えて、その教義を弟子に記させた著作が『選択本願念仏集』であり、その完成は1198年（建久9年）ころと考えられる。また、法然の教えは京ばかりではなく、熊谷直実、宇都宮頼綱、結城朝光ら東国の武士や農民にも広がっていった。
戦乱の世にあって、つねに生きるか死ぬかの生活に身を置く武士たちにとって法然の教えは新しい救いになったのみならず、荘園を支配する公家や天台宗・真言宗の寺院、神社など既存の権威や権力と対抗していくため、阿弥陀如来のみに帰依する一神教的な信仰を受け入れたのである。日本仏教史上初めて、一般の女性にひろく布教をおこなったのも法然であり、かれは国家権力との関係を断ちきり、個人救済に専念する姿勢を示した。
こうした専修念仏の教えは旧仏教からのはげしい反発を受けた。天台座主の慈円は、法然が称名念仏を唱え、それ以外の勤行をしてはならないと説いたことから「愚かな尼入道」の喜ぶところとなり、無知蒙昧な者に念仏が受け容れられたのだと批判している。1204年（元久元年）には、法然は国家権力による弾圧を回避しようと七箇条制戒を弟子たちに示し、その同意を求めた。しかし、法相宗の貞慶（解脱）から批判され、南都北嶺の大衆からも訴えられて、1207年（建永2年・承元元年）、国家からのきびしい弾圧にさらされた（承元の法難）。法然は流刑地への旅の途中でも布教をつづけ、塩飽島（讃岐国）に落ち着いたが10か月あまりで許された。こののち数年間摂津国にとどまり、帰京をゆるされて1211年（建暦元年）に東山大谷にうつったが、翌年、同地で没した。なお、華厳宗の高弁（明恵）は法然死去の直後、『選択本願念仏集』批判の書である『摧邪輪』を著している。

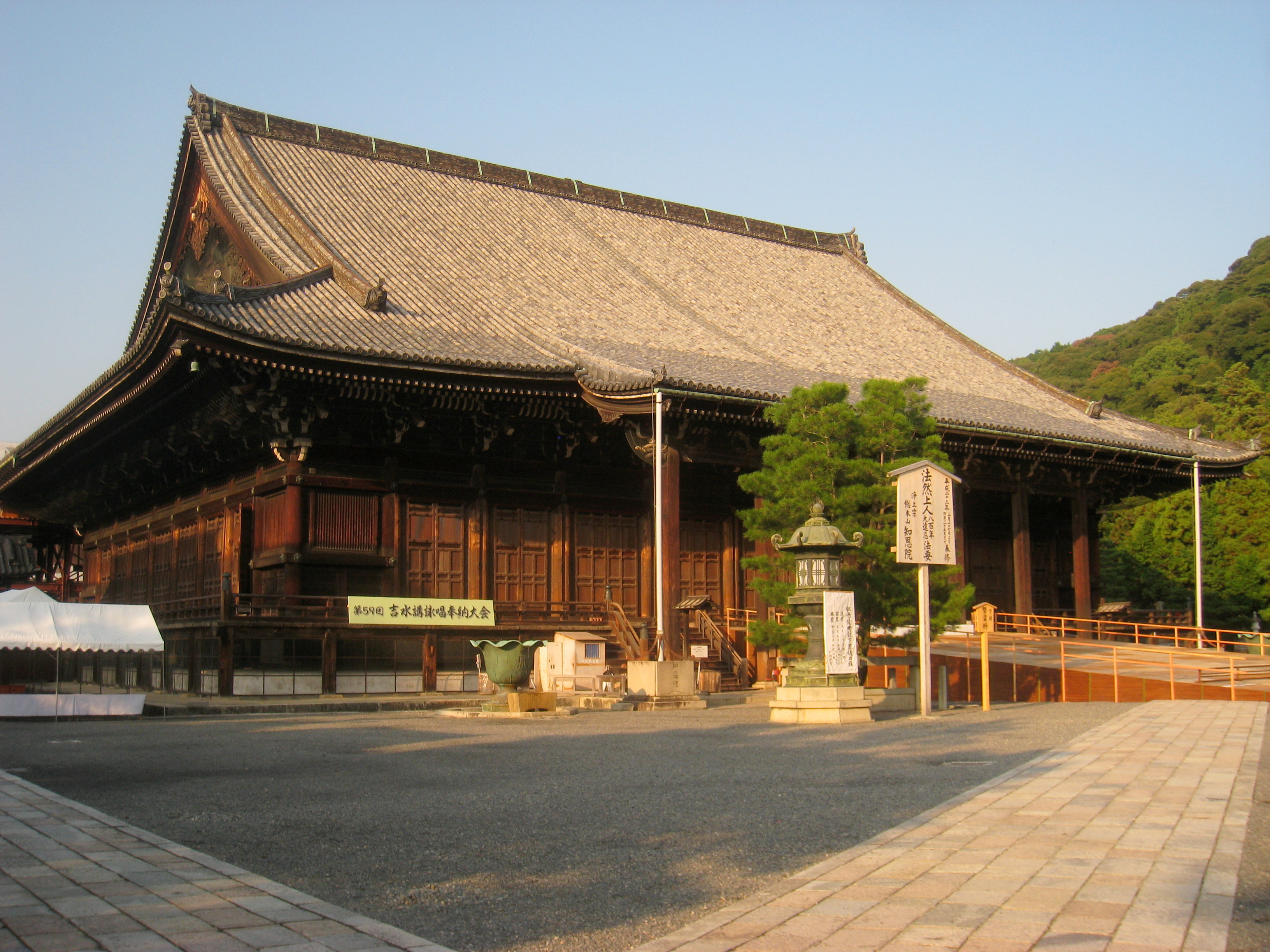
知恩院御影堂（国宝）

浄土宗が広がった背景には、念仏という作善（善行を積むこと）をおこなうことによって救われるという、その簡便性に理由があったが、一面では、念仏が「能声（のうしょう）」とも呼ばれたように、「音芸」（音の芸能）という性格を有していたからでもあった。また、専修念仏の教えは、浄土門のなかに念仏を唱える回数の多寡により多念義と一念義の論議を生んでおり、法然自身は一念義の立場を認めながらも自身は多念であった。法然門下からは多くの弟子があらわれ浄土宗の教えを広めたが、のちに浄土真宗の開祖となった親鸞は一念義の立場に立った。
筑前国の武士の家に生まれた弁長は、京都に出て法然門下となり、その教えを筑後国の善導寺（福岡県久留米市）を本拠に九州一帯に広げ、現在の浄土宗である鎮西義を立てた。また京都出身の証空は法然の没後、京都西山の善峯寺を本拠として西山義を称した。証空は、大和国の當麻寺で伝説として知られていた当麻曼荼羅を掘り出し、浄土宗の教えをそこに見いだして布教に努めた。
このように、浄土宗の教えは全国に広まっていったが1227年（嘉禄3年）に再び弾圧を受け、比叡山の僧兵によって法然の墓があばかれる事件も生じた。だがその一方で教義は朝廷内部へも深く食い込み、信者を獲得していった。
弟子の源智は大谷の地に法然の遺骨をおさめ、法然の月命日ごとに開かれていた知恩講をもとにして知恩院を創建した。1249年（建長元年）東国へ渡り下総国匝瑳南条荘にて布教に努め鎮西義を関東地方に広げた弁長の弟子で石見国出身の良忠は、1260年（文応元年）には鎌倉に入り大仏朝直の帰依を得て専修念仏の指導的な立場に立つとともに他宗の僧侶からも高い評価を受けた。その後、1276年（建治2年）に上洛し、源智の弟子信慧と東山の赤築地において談義を行ったところ両流は相違するところが全くなく符合した（赤築地の談）。このため、源智の門流の紫野門徒は別流を立てずに鎮西義に合流、知恩院は鎮西義の京での有力な拠点となり浄土宗の総本山になった。

### 親鸞と浄土真宗

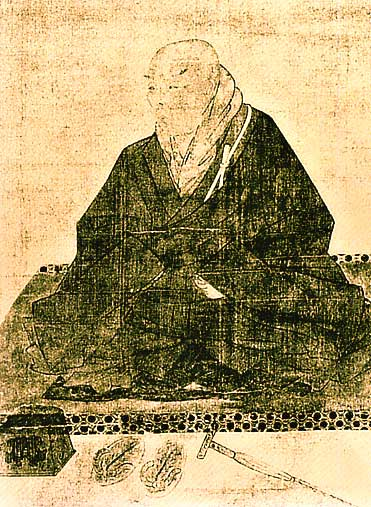
親鸞

日野家出身ともいわれる親鸞（1173年 - 1262年）は、9歳で比叡山にのぼり、「範宴」の名をあたえられた。20年近くにわたって延暦寺で学んだが悟ることができず、1201年（建仁元年）、京中の庶民が信仰していた六角堂（京都市中京区）に参籠し、そこで聖徳太子の夢告によって法然の門をたたいた。親鸞は師の法然に深く傾倒して「もし法然上人にだまされて、念仏によって地獄に堕ちることとなっても決して悔やまない」と誓ったといわれる。
1207年の承元の法難では僧の身分をうばわれて越後国に配流となったが4年後にゆるされた。すでに肉食妻帯を実行にうつしていた親鸞は、ほどなく法然の死を知るがそのまま越後にとどまった。1214年（建保2年）、42歳の親鸞は妻の恵信尼と子どもたちをともない東国への布教に旅立ち、常陸国で稲田の草庵を営んだ。
親鸞は、師である法然の教えを継承、展開、深化させ、『教行信証』の著述を稲田の地で開始する。絶対他力を唱え、阿弥陀仏を信じる心さえあればよく（信心為本）、信じることによって往生が決定（けつじょう）し（信心決定）、また、おかした罪を自覚する煩悩の深い者（悪人）こそ、むしろ仏が救おうとする人間であるという悪人正機説を説いて、東国の武士や農民に受けいれられた。
親鸞における徹底した絶対他力の姿勢は、願力回向の説によくあらわれている。念仏者である自己が、阿弥陀仏の誓願（弥陀の本願）第十八願に示された「浄土に生まれたいと信じ願う心」に成りきることは、法然にあっては念仏者がまずもって備えておかなければならない条件とされていたが、親鸞にあっては、それすらも阿弥陀仏の側からすでに回向されているとし、信ずる心さえも含めて極楽往生に必要な条件はすべて阿弥陀仏の願力によってすでに実現されていると説く。したがって、ここで唱える念仏は「行」でも「作善」でもなく、そうした性質を失って、純粋に感謝の意味で唱える報恩念仏となる。これは、一種、天台本覚思想に通じる考え方である。
悪人正機説は、弟子の唯円の著した『歎異抄』の一節「善人なほもて往生をとぐ、いはんや悪人をや」で著名であるが、これは、法然にしたがって念仏行をおこなっていた親鸞が、みずからをかえりみて第十八願に示されるような純粋な心さえ持てない罪業深い人間であると自覚したところに端を発したと考えられる。「自力作善の人」すなわち「善人」は換言すれば不信心の人なのであり、それに対して、自分の罪深さを自覚し、ひたすら仏の慈悲にすがらざるを得ない人にこそ、むしろ真実の救済がひらかれていると親鸞は主張した。自力の作善をなしうる「善人」が救済されるのであるならば、生業として殺生などを営まざるをえないような「悪人」がいかにして救われないことがあろうか、「悪人」こそはむしろ「弥陀の本願」の正因を宿しているのではないかと親鸞は考えたのである。また、親鸞は阿弥陀仏の前では、誰もが平等なのであり、師もなければ弟子もないとして同じ信仰に立つ人びとを御同朋御同行と呼んだ。こうした親鸞における思想の深化は、常陸国にうつった親鸞が、そこでみた寛喜の大飢饉（1230年 - 1231年）の惨憺たる光景に遭遇したことと深くかかわっているとの指摘がある。なお、『歎異抄』については、室町時代に現れて浄土真宗（一向宗）の布教に尽力した蓮如が、歎異抄の教えは真宗にとっては大切な聖教であるので、宿善（「宿世の善根」の略。阿弥陀如来に救済される因縁のこと）もなく仏法に真摯に取り組む気のない者に対してはむやみに読ませるべきものではないという趣旨の奥書をしたためている。
1231年（寛喜3年）以降、親鸞は末娘の覚信尼をともない京都へ帰った。帰京後の生活は貧窮していたが、親鸞は極楽往生した者は再び現世にあらわれて人びとを救うという還相回向を説き、『教行信証』を完成させ、さらに、東国にのこした同朋のために和讃をつくった。親鸞はこののち、1256年（康元元年）、東国にあって念仏に呪術をもちこんだ長男の善鸞と義絶し、最晩年には、すべての事物は仏の誓いのままに姿かたちや是非善悪を超越して絶対真理として現われるとして、自力のはからいをすべて捨てて阿弥陀仏の力に身を任せるという自然法爾（じねんほうに）の境地に達した。90歳で没した親鸞は、みずからの生涯をかえりみて罪業深き一生であったとし、「遺体は灰にして賀茂川に捨てよ」と遺言した。
呪術的な救済を超えて来世への純化された信仰を説く親鸞の教えはのちに浄土真宗と呼ばれる教団をかたちづくることとなり、1272年（文永9年）には大谷御影堂が建立された。御影堂は、覚信尼の再婚相手である小野宮禅念の所有地だったところに建てられ、1321年（元亨元年）には、大谷本願寺と改称された。「本願寺」の名称は1332年（元弘2年）に鎌倉将軍守邦親王から、その翌年には後醍醐天皇の皇子護良親王から、それぞれ令旨をえたものである。

### 承元の法難と信仰の自由
1207年、法然ひきいる吉水教団が延暦寺・興福寺によって指弾され、後鳥羽上皇によって、専修念仏の停止、および法然の門弟のうち安楽房遵西と住蓮房ら4人の死罪、さらに、法然自身と親鸞ら中心的な門弟7人が流罪に処せられ、法然は土佐国（のち讃岐国）に、親鸞は越後国に流された。75歳の法然は僧の身分を剥奪されて「藤井元彦」という俗名をつけられたが、「たとえ死罪となっても念仏は停止しない。辺鄙な土地で田夫野人に念仏を勧めることができるのはむしろ朝恩というべきだ」と語ったといわれる。34歳であった親鸞は、老いた師と別れ、「藤井善信」の俗名で流罪となったが、越後国府で「愚禿（ぐとく）」あるいは単に「禿（とく）」と称し、非僧非俗（僧でも俗人でもない、ただ一個の人間）の立場を打ち出し、終生これを貫いた。親鸞はここで、朝廷に対し「信仰の自由」を主張し、弾圧に対する抗議の意を表明しているが、これは日本思想史上、画期的なできごとと評価される。

### 一遍と時宗

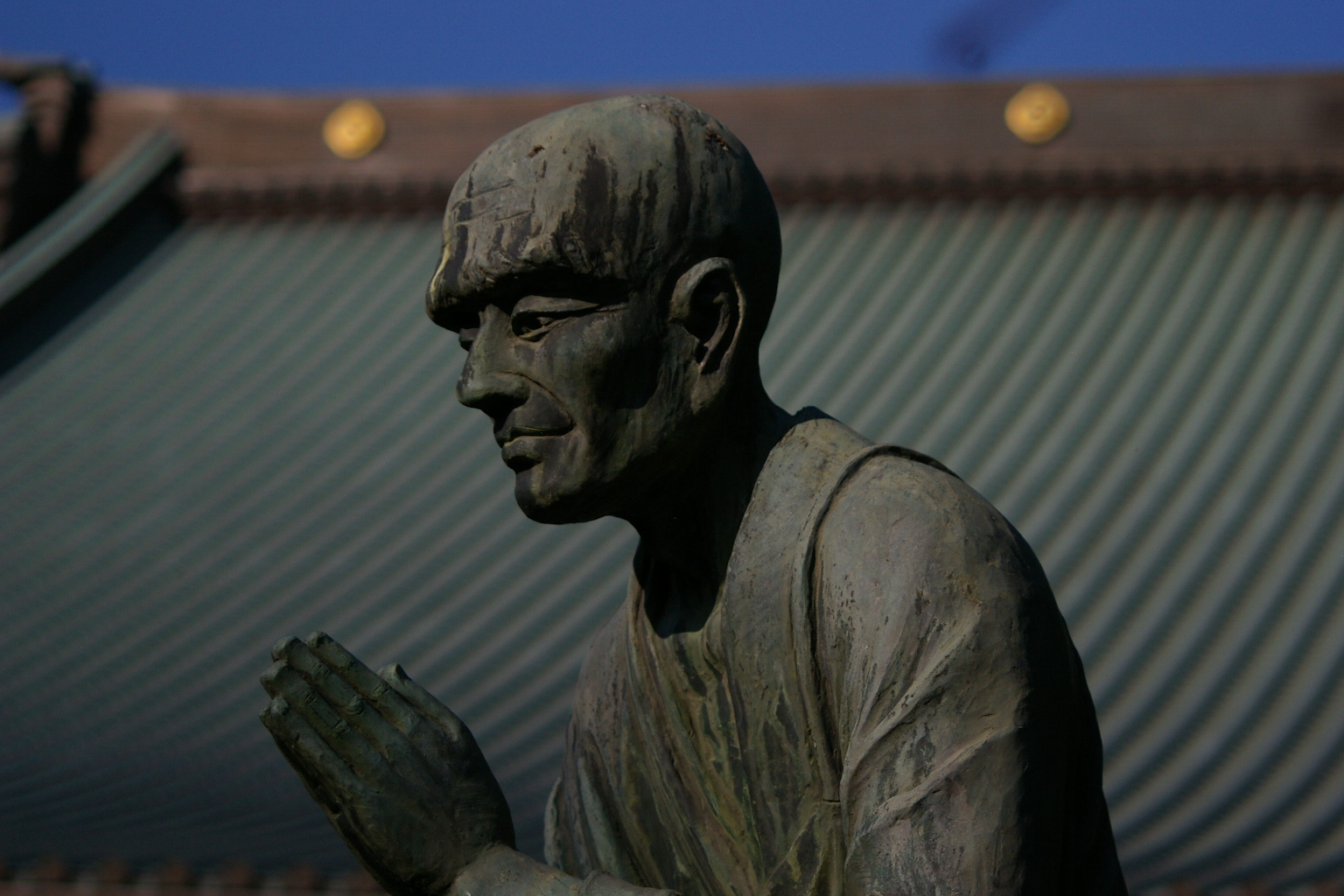
一遍

鎌倉時代中期に「遊行上人」と呼ばれた一遍（1239年 - 1289年）は、伊予国の豪族河野氏の出身といわれる。10歳のとき母を亡くし、1250年（建長2年）に大宰府近くの原山にいた浄土宗西山派の僧聖達のもとで出家した。聖達の紹介により、肥前国清水に住む華台という高僧に師事して浄土宗の教学を学び、智真の名をあたえられたが、1263年（弘長3年）にいったんは還俗して妻をめとって仏に仕える在俗生活を送った。しかし、所領に絡む事件に巻き込まれたことを契機として輪廻の業を断とうと再出家を決意、信濃国善光寺に参詣した。その後、再び伊予にもどり、修行を重ねて遊行の生活に入り、西国各地の霊場をめぐって参籠した。
1274年（文永11年）ころ、智真は高野山を経て熊野で100日間の参籠をしたとき、その満願の日に熊野権現の神託を受けたといわれる。そのことばは四句から成り、「六字名号一遍法、十界依正一遍体、万行離念一遍証、人中上々妙好華」という偈（げ）のかたちになっていた。これは、各句のかしら文字が「六十万人」となることから「六十万人の偈」と呼称されている。
神託により念仏信仰をさらに深めた智真は、神託中の語より「一遍」を自称して、空也を先師とあおいで古代以来の念仏聖の活動を受けついだ。以後15年にわたり、北は陸奥国江刺から南は薩摩国・大隅国にいたる諸国をくまなく遊行回国した。
時宗では、日常を「臨命終時」すなわち、毎日の生活を臨終の「時」と受けとめて念仏を唱える生き方を説く。一遍は、各地で「南無阿弥陀仏、決定往生六十万人」と刷られた算（紙札）を配り、信仰の縁をむすんだ人びとの名を勧進帳に書き記した。この布教活動を賦算（ふさん）といい、記帳した人びとは誰でも救済の対象となった。
これはやがて、身分の上下や貴賤の別、有智・無智の別や男女の別、穢れの有無、また善人・悪人の区別、さらには信心の有無をさえ問うことなく、万人は阿弥陀仏によって救われるという教えとなり、1279年（弘安2年）以降、その喜びと感謝の思いは念仏によってあらわされるべきだと説いて信濃佐久郡の小田切の里で踊念仏をはじめた。一遍は、十劫以前に正覚を得て如来となった阿弥陀仏と、その阿弥陀仏を信ずる一念で浄土に往生することのできる衆生とは根本において同一であると説き、「となふれば仏もわれもなかりけり。南無阿弥陀仏なむあみだ仏」と歌っている（『一遍上人語録』）。このように、一遍の浄土信仰には、天台宗の本覚思想との密接な関係がうかがわれる。

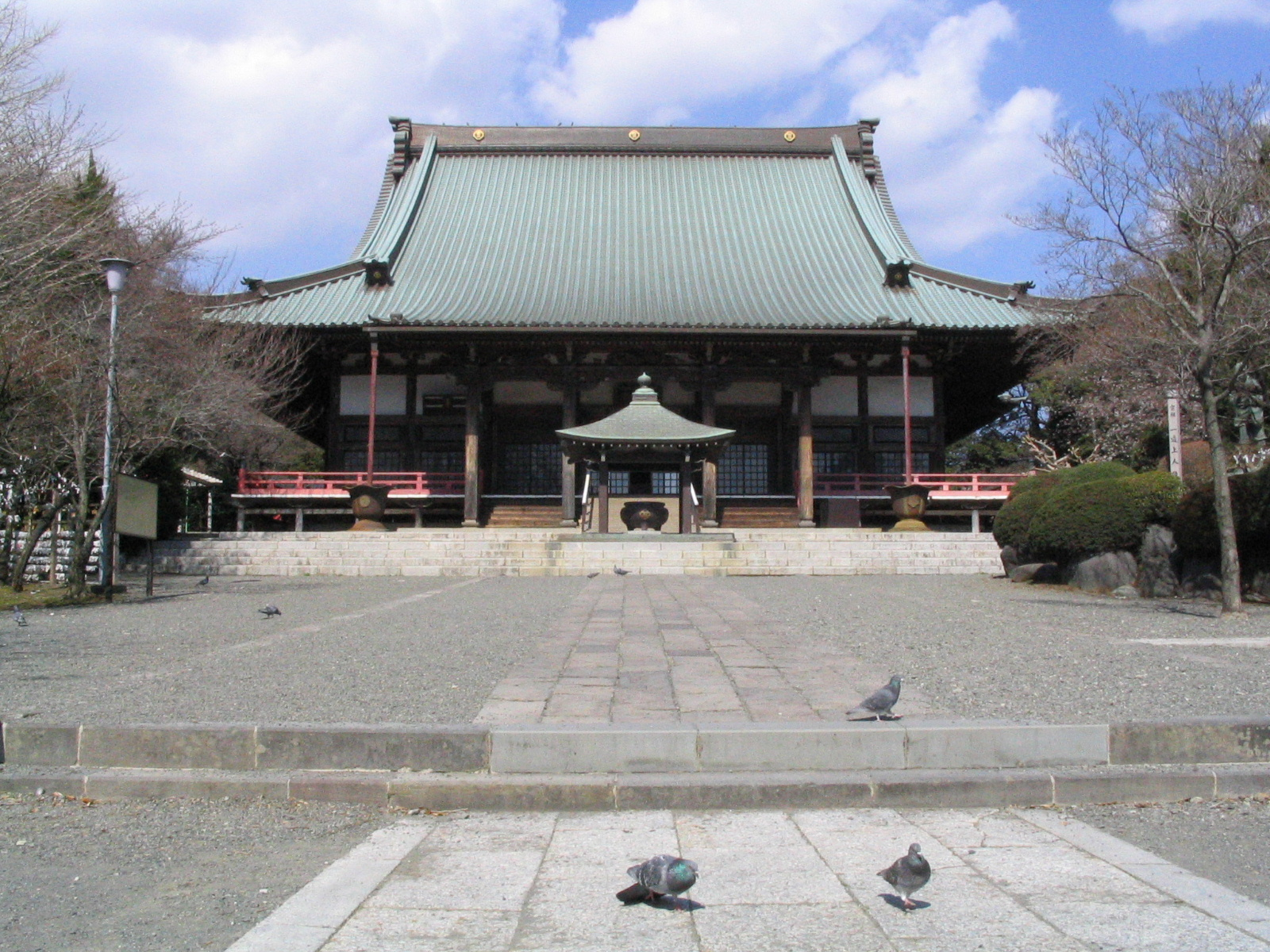
清浄光寺（遊行寺）本堂

時宗は、その場に居合わせた人がつくる集団という意味で当初は「時衆」と表記された。一遍は、寺をつくらず、生前に自らの著作を全部焼いてしまったが、死後、弟子たちが『一遍上人語録』としてその教義をまとめた。一遍の布教で勧進帳に名を記した人は25万人を超えたといわれる。
時宗の教えは踊念仏や、古来の神々への信仰を取り込んだ教義を通じて民衆や武士に広められた。遊行回国には、高弟の聖戒や尼僧の超一がしたがっており、そのようすは絵巻物『一遍上人絵伝（一遍聖絵）』に活き活きと描写されている。この詞書は聖戒によって書かれており、絵は法眼絵師円伊によって描かれたものである。
一遍没後、他阿弥陀仏（真教）があらわれ、遍歴をつづけながら時衆をまとめていった。その後、他阿弥陀仏の直系（遊行派）と奥谷派、六条派、四条派、一向派など他の諸派 のあいだに様々な確執や緊張をともないながら、時宗の教団が確立されていった。こうした状況は、一遍や他阿弥陀仏同様、当時は各地を遍歴する聖が多数いて、みずからの教えをひろめていた事実を反映している。時宗の本山は、1325年（正中2年）に呑海のひらいた神奈川県藤沢市の清浄光寺である。

## 法華宗とその広がり

### 日蓮と法華宗

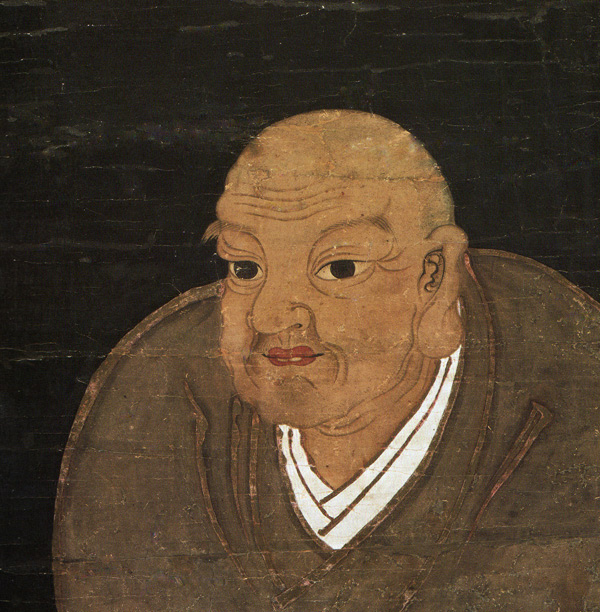
日蓮

一遍の活躍と同じころ、古くからの法華信仰をもとに、新しい救いの道をひらいたのが日蓮（1222年 - 1282年）である。日蓮は安房国長狭郡東条郷の生まれであり、のちに自らの出自を「旃陀羅（せんだら）が子」「片海の石中の賎民が子」と記している。
日蓮は、はじめ地元安房の天台宗清澄寺（千葉県鴨川市）に少童として入り、16歳で僧となり蓮長と名乗った。「日本一の智者になりたい」と願った日蓮は、はじめ鎌倉で学び、ついで京都・比叡山・南都をめぐって天台教学のみならず密教や浄土教、禅の教えも学んだといわれる。当時の天台宗の僧は、園城寺門徒を除けば延暦寺戒壇で授戒を受けることとなっていたので、日蓮も受戒したものと推定される。浄土教の著しい発展のなか、当時の比叡山は哲学的・神秘主義的な天台本覚思想がさかんで、その教義をもって念仏など新興の仏教運動に対する弾圧を繰り返したが、日蓮は、天台宗のなかに広まりつつあった浄土教との妥協に反発し、新しい法華信仰をもって浄土系と対抗し、末法の世において人びとを救う天台復興を決意した。日蓮は、法華経（妙法蓮華経）を釈迦の正しい教えとして選び、「南無妙法蓮華経」という題目を唱えること（唱題）を重視した。「南無妙法蓮華経」とは「法華経に帰依する」の意であり、「題目」は経典の表題を唱えることに由来する。
1253年（建長5年）、日蓮は安房に帰り、清澄山の旭の森で題目を10回唱えて立教開宗を宣言した。翌年鎌倉に移り、名越の地に庵をむすんだが、この頃の鎌倉では大火・洪水・地震が相次ぎ、疫病もしばしば流行した。1259年（正元元年）には飢饉が全国に広がった。日蓮は、これら打ちつづく天変地異は末法の到来を示すものであり、邪教（専修念仏の教え）のために、正しい法である法華経が見失われてきたためであるとして、1260年（文応元年）、幕府が法華経にもとづく政治を行うよう求める『立正安国論』を著し、執権北条時頼の側近に提出した。このまま「邪教」を放置すれば、経典に記された三災七難のうち、まだ起こっていない「自界叛逆難」（反乱）と「他国侵逼難」（外国から侵略をうける災難）も必ず起こるであろうと訴えたのである。日蓮と弟子たちは幕府に期待をかけ、公衆の面前での法論を望んだが、日蓮の行動は念仏者たちの怒りを買い、草庵は焼き討ちされた（松葉ヶ谷法難）。この法難は、『立正安国論』を時頼に建白した約1か月後のことであり、襲撃の背後には幕府の有力者やそれに連なる仏僧がいたと考えられており、幕府による迫害のなかでも最大のものであった。日蓮はこののち、一時下総国に避難したが再び鎌倉にもどり、幕府によって2年余り伊豆国に配流された。
ゆるされて故郷にもどった日蓮は再び鎌倉で活動した。権力に屈せず、辻説法によって法華経への帰依をうったえ、鎌倉の諸寺に宗論をいどんで、「念仏無間、禅天魔、真言亡国、律国賊」の四箇格言で他宗を激しく攻撃しながら、国難の到来を予言した。彼の開いた法華宗（日蓮宗）は関東の武士層や商工業者を中心に広まっていったが、折りしも1268年（文永5年）には元からの国書が幕府に届き、日蓮は『立正安国論』で指摘した「他国侵逼難」の予言が的中したとして、執権北条時宗に対し、念仏、禅を退けて国難への対策を知っている自らを国師として用いるよう訴えた。また、時宗、平頼綱、蘭渓道隆、極楽寺の忍性（良観）などに書状を送り、他宗派との公場対決を迫った。日蓮の教えには「旧仏教」的な要素が多く含まれ、「我日本の柱とならん」と述べて、法華信仰に依拠しなければ国が滅ぶと鎌倉幕府に迫ったのも鎮護国家の思想のなごりを示す現象といえる。

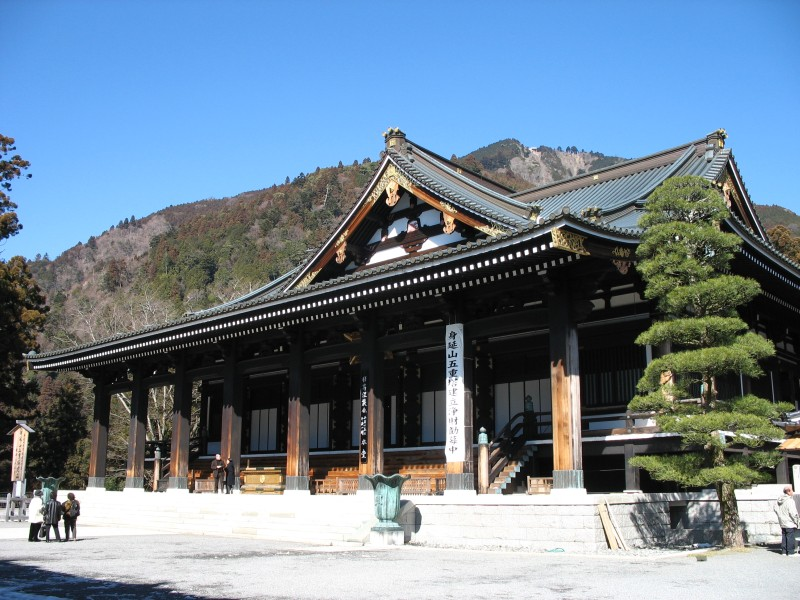
久遠寺本堂

1271年（文永8年）、日蓮は幕府や他宗を批判したとして佐渡国に配流された。この時期の日蓮は自身が末法の世に法華経を広める上行菩薩であるとの自覚に達し、『開目抄』（1272年）を著すなど独自の教義を展開させた。1274年（文永11年）、日蓮は許されて鎌倉に戻ったが、ほどなく日蓮に深く帰依した甲斐国の地頭波木井実長により寄進された身延山に移り、久遠寺（山梨県身延町）を開いた。久遠寺には、天台宗の下級僧出身者など数十人の弟子が集まり、武士、地主、農民、職人などの帰依者が増加していった。
日蓮は、1276年（建治2年）の『妙密上人御消息』のなかで自身が「無戒の僧」で牛や馬のごとき者であるとし、そのような自分が法華経の行によって救われたとしている。佐渡配流以降（「佐後」）の日蓮の思想は、佐渡配流以前（「佐前」）の外向的な姿勢にくらべ内面的性格が強められており、自己を人間以下の者、無戒で罪深き者とする謙虚な姿勢には親鸞の悪人正機に通じる要素も認められる。日蓮は、また『本尊問答抄』のなかで自身を「海人が子なり」、『佐渡御勘気抄』では「海辺の旃陀羅が子なり」などと書き記しており、自分の信仰は、この時代に虐げられていた底辺の人びとの救済を強い動機としていることを表明しているのである。

### 法華本門の教え
法華宗の広がりの背景には、それに先だつ持経（経典への信仰）の伝統があった。それは、写経や埋経、暗誦（あんじゅ）などの形で行われていたが、厳島神社への『平家納経』や、「法華の持者」と称されて常に法華経を暗誦していた後白河法皇、やはり「法華八幡の持者」と称された源頼朝など権力者にも広くみられた信仰のあり方であった。また、平安時代末期に陸奥国宮城郡松島にあって12年間法華経を読誦した見仏のように、鳥羽法皇から仏像や器物を贈られ、法華の行者として広く世に知られた僧もいた。
法華経はまた、元来は天台宗の理論の根拠をなすものとして重視されてきた経典であり、平安時代初期の最澄に始まる天台宗は「天台法華宗」とも称されてきたが、日蓮はその伝統を受けつぎながらも、彼独自の法華宗、すなわち日蓮宗を始めたのである。

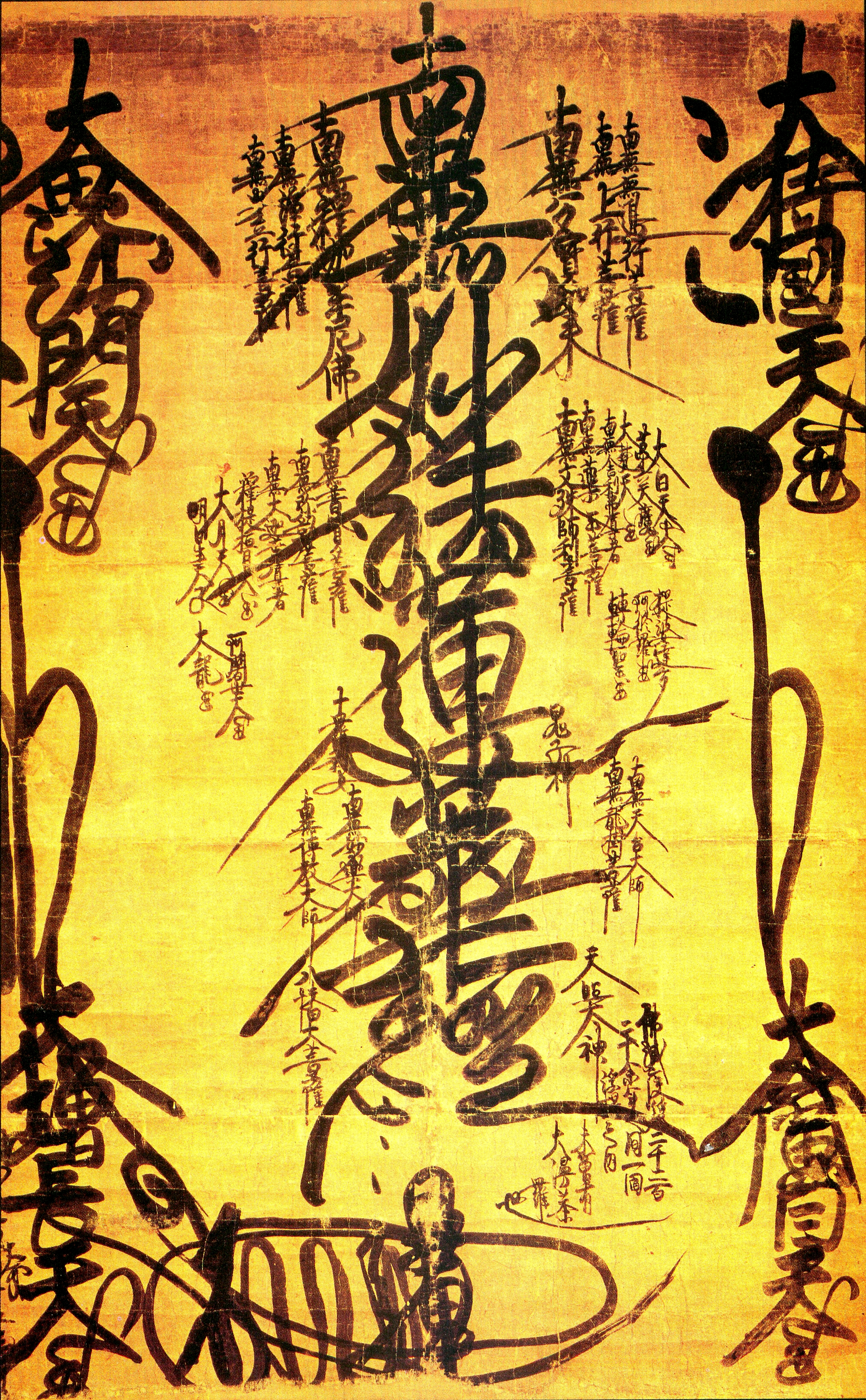
日蓮自筆といわれる十界曼荼羅（鎌倉・妙本寺蔵）

日蓮の教えは、法華経を唯一の正法とし、時間と空間を超越した絶対の真理とするものであり、他の教義や信仰は否定される。題目は真理そのものであり、そのまま全宇宙を表す曼荼羅であるとされ、日蓮は中央に題目を記して周囲に諸仏・諸神の名を配した法華曼荼羅（文字曼荼羅）を本尊（本門の本尊）とした。また、教・機・時・国・序のいずれにおいても法華経が至高であるとする「五綱の教判」を立てた。すなわち、「教」（教え）にはおいては、法華経のうち前半14章を迹門、後半14章を本門とし、本門こそ人びとを救済する法華経であるとし、「機」（素質・能力）においては、末法に生きて素質や能力の低下した人間にふさわしい教えは法華経なのであり、「時」では、現在は末法であることから法華経が正法とされ、「国」では、大乗仏教の流布した日本国にふさわしいのは法華経であり、「序」（順序）では、最後に流布するのは法華経本門の教えであるとした。
さらに日蓮は、天台教学を迹門（しゃくもん）の法華経であり「理の一念三千」と呼んで、その思弁的・観念的なあり方を批判し、自らの教えを本門として「事の一念三千」を説き、実践的・宗教的な行としての唱題を唱えた。特に「佐後」は、法華経の呪力に依存するのではなく、法華経に説かれた精神を実践する者、すなわち「法華経の行者」としての自覚が深まっていった。日蓮はまた、法（真理）を依りどころとすべきであって、人（権力）を依りどころとしてはならないとも説いている。かれは、仏法と王法が一致する王仏冥合を理想とし、正しい法に基づかなければ、正しい政治は行われないと主張した。また、王法（政治）の主体を天皇としたうえで、天皇であっても仏法に背けば仏罰をこうむると考え、宗教上での天皇の権威を一切みとめない仏法絶対の立場に立った。
「五綱の教判」のなかで、信仰における重要な契機として「時」や「国」を掲げるあり方から、こんにちでも、日蓮宗系の各宗派においては、他の宗派にはあまりみられない政治問題への積極的な関わりが見られる。

## 禅宗の広がりと幕府による保護

### 禅宗の広まりと日本達磨宗
インドの達磨大師（ボーディダルマ）に発し、坐禅を組んで精神統一をはかり、みずからの力で悟りをえようとする禅の教えは、宋の上流階級のあいだにひろまっていた。禅そのものは日本には奈良時代にすでに伝わっていたが、宋での禅宗の隆盛により平安末期以降あらためて注目されるようになった。栄西より少し前にあらわれた大日房能忍（生没年不詳）は、摂津国水田（大阪府吹田市）に三宝寺を建立し、日本で最も早く禅宗をうちたてようとした僧であった。能忍の活動は当時の社会に大きな影響を与えたが、彼の開いた日本達磨宗は、多くの人びとに教義を広める過程で中心を失ってしまった。
しかし、後述する栄西や道元の登場によって、禅宗は急速に広がっていった。阿弥陀仏への絶対的な救いを求める浄土門の他力の教えに対し、自力で往生を悟ろうとする禅宗の教えは自力で問題解決を図る武士の時代の風潮とも合致していた。

### 栄西と臨済宗

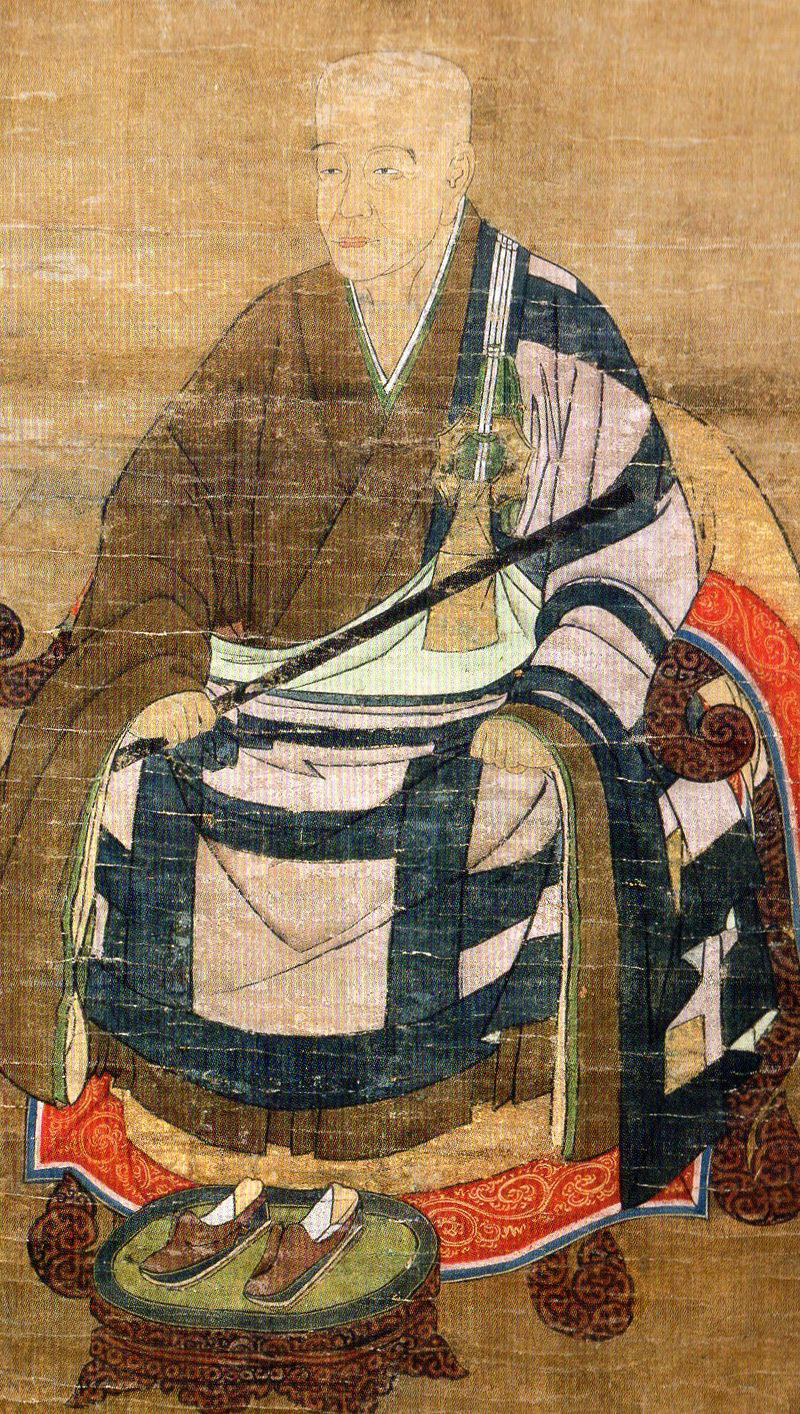
栄西

備中国の吉備津神社の神官の家に生まれた栄西（1141年 - 1215年）は、1154年（久寿元年）に比叡山で出家得度したのち、 2度にわたって宋（南宋）へ渡った。1度目は、天台教学を学ぶため1168年（仁安3年）に天台山万年寺を訪れたが、そこはすでに禅の寺院に変わっていた。栄西は禅に魅力を感じたが、同時期に宋に留学していた念仏僧重源の勧めで短期間で帰国し、『天台章疎』60巻を天台座主に献じた。1187年（文治3年）、栄西は再び渡宋し、足かけ5年、天台山と天童山（ともに中国浙江省）で臨済禅を学び、虚庵壊敞より嗣法を受けて、帰国後の1191年（建久2年）に臨済宗をひらいた。当初は聖福寺をひらいた博多や香椎、平戸など九州各地で布教して臨済禅の紹介に努めていたが、やがて京にもどり、禅こそが末法における正しい教えだとして、禅による天台復興を唱えた。しかし、建久5年（1194年）7月5日、日本達磨宗の大日房能忍らの摂津国三宝寺の教団とともに禅宗停止の宣下が下されている。
筑前国筥崎（福岡市東区）の良弁という人物が 九州において禅に入門する人びとが増えたことを延暦寺講徒に訴え、栄西による禅の弘通を停止するよう朝廷にも働きかけたためであり、建久6年には関白九条兼実が栄西を京に呼び出し、大舎人頭の職にあった白河仲資に「禅とは何か」を聴聞させ、大納言の葉室宗頼に対してはその傍聴の任にあたらせている。
栄西はこうした動きに対し、遅くとも1198年（建久9年）には、「大いなる哉。心や」ではじまる『興禅護国論』を著し、戒律がすべての仏法の基礎であり、禅は戒を基本とすること、また、禅宗が従来の仏教と根本的に対立するものではないこと、王法を仏法の上において禅を興して国を護り、もって王法鎮護となすことは最澄の開いた天台宗の教義と何ら変わらないとして反論した。この書は、九州で著されたと考えられ、禅に対する誤解を解き、禅の主旨を明らかにしようとしたものであった。
延暦寺は止観の行と法華経を絶対の権威としており、栄西や上述した法然の教えはそれに違背するものとして、特に京洛の地で彼らの思想が広まることに対してこれを怖れ、徹底的に弾圧を加えようとしたのである。栄西は、これに対し、法然よりはやや妥協的な方法を選んだ。自分の意見が京都では容易に受け容れられないと判断し、1199年（正治元年）には鎌倉に下って北条政子や将軍源頼家に禅の教えを説き、その帰依を受けたのである。

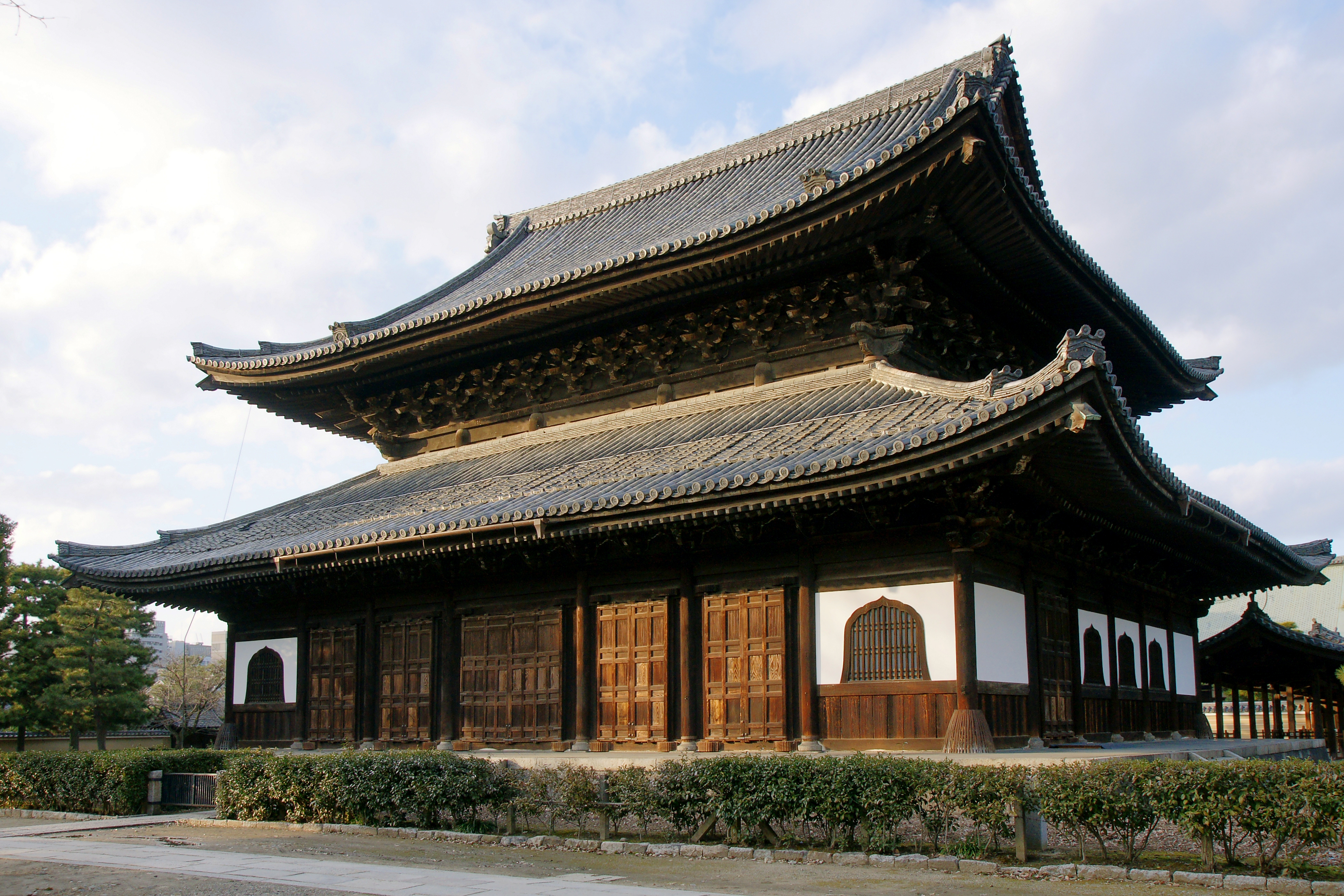
建仁寺法堂

臨済禅は、看話禅（かんなぜん）とも称され、坐禅をくむなかで、師から与えられる禅問答（公案）に答えることで、悟りの境地に達しようという教えであり、京の公卿の文化に対抗心をいだく武士層から新しい教学として迎えられ、歴代の北条氏もこれを保護した。
とはいえ、必ずしも禅宗への帰依が栄西を引き立てたのではなかった。1200年（正治2年）に北条政子の後援で鎌倉に建てた寿福寺も、1202年（建仁2年）に将軍頼家の保護により開かれ、のちに臨済宗総本山となる京都の建仁寺も、当初は臨済禅のみの寺院ではなかった。
栄西がめざしたのは、顕教・密教に禅を加え、禅を柱にして仏教を総合しようということであり、彼自身は禅僧であると同時に密教僧でもあった。生涯を天台僧として生きた栄西は、大陸の新しい文化や京の文化を伝える僧として鎌倉幕府に認められたのであり、喫茶の風習もその一環として広まったものである。1211年（建暦元年）ころに将軍源実朝に献上した『喫茶養生記』は茶の効能を説いた著作であった。
宋で最新の学術文化を学習した栄西は、中国の建築技術等にも通じており、重源を助けて東大寺の再建に尽くし、重源亡きあとの東大寺大勧進職となった。栄西はまた、1213年（建保元年）には鎌倉幕府の後援もあって権僧正という僧綱（僧官）になっているが、遁世僧の身でありながら権僧正に任じられるのはきわめて例外的なことであった。慈円や道元は栄西が僧正や大師号宣下を自ら運動していることを批判しているが、幕府要人が栄西に帰依したことによって、禅宗はやがて京都へも広まっていった。

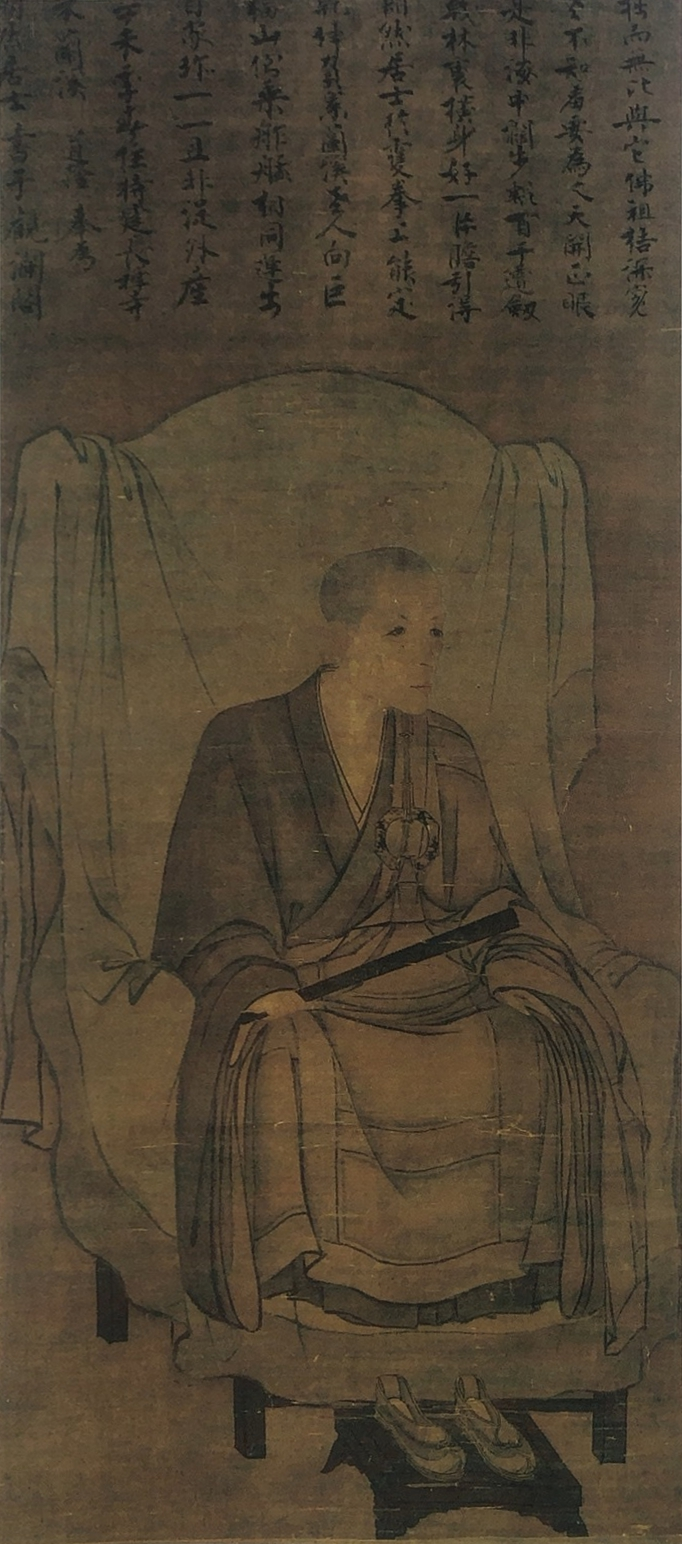
頂相「蘭渓道隆像」

栄西没後も中国の臨済禅との交流は活発であり、渡宋した僧や来日した宋・元の禅僧の活躍によって広まっていった。渡宋した円爾（聖一国師、1202年 - 1280年）は、帰国後、九条道家の帰依で京都に東福寺を建て、その弟子無関普門（1212年 - 1292年）は亀山上皇の帰依で南禅寺を開いた。こうして臨済禅は、王朝国家たる朝廷の保護するところとなった。当初は外来宗教的な要素が濃厚であった臨済宗も、南浦紹明（1235年 -  1309年）などの活動により、しだいに独自の発展の道をあゆむこととなった。南浦紹明の弟子の宗峰妙超（大燈国師、1282年 - 1338年）は大徳寺、その弟子関山慧玄（1277年 - 1361年）は妙心寺を開創した。鎌倉末期には「七朝帝師」となった夢窓疎石（1275年 - 1351年）があらわれている。
鎌倉では、宋から来日した渡来僧蘭渓道隆（1213年 - 1278年）が執権北条時頼からの深い帰依を得て建長寺を建て、息子北条時宗は宋から無学祖元（1226年 - 1286年）を招いて参禅し、円覚寺を建てて初代住持とした。時宗の子北条貞時は元出身の渡来僧一山一寧に帰依した。こうして臨済宗は、一方では、王朝国家からは独立した東国国家をめざす鎌倉幕府の保護するところとなった。
一山の門下からは最初の日本仏教史といえる『元亨釈書』を著した虎関師錬（1278年 - 1346年）、五山文学最盛期の中心をになった雪村友梅（1290年 - 1347年）があらわれた。竺仙梵僊（1292年 - 1348年）は1329年（元徳元年）に渡来した中国僧で、一山一寧同様、日本の禅宗文化を創始した一人と見なされる。以上掲げた人物以外にも大陸からはたくさんの禅僧が渡来し、いわば「渡来僧の世紀」とも呼ぶべき文化状況が生まれた。

### 道元と曹洞宗

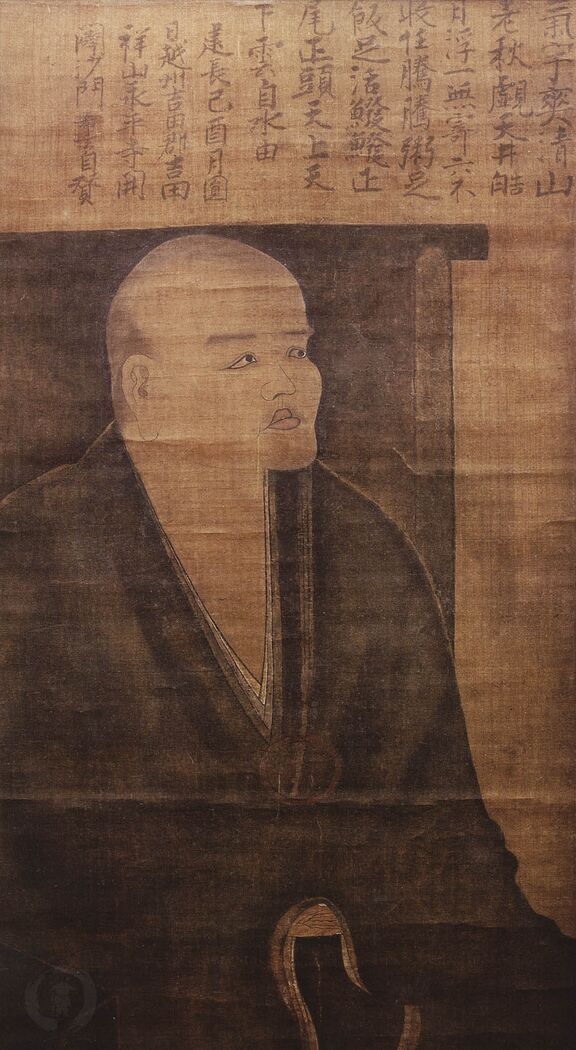
道元

曹洞宗の開祖である道元（1200年 - 1253年）は、内大臣であった土御門通親（久我通親）の子息として京に生まれた。道元も幼少にして父母を失い世の無常を感じて仏門に入った人物であり、13歳のとき比叡山で出家して天台教学を学んだ。仏法をきわめるために中国で禅を学ぶことを勧められ、栄西の建てた建仁寺の明全に師事し、1223年（貞応2年）明全とともに渡宋して足かけ5年間禅を学び、最後に天童山の如浄に師事して、ついに悟りの境地（「身心脱落」）の境地に達して、如浄の印可を受けた。曹洞禅は黙照禅（もくしょうぜん）ともいい、公案中心の臨済禅に対し、ひたすら禅に打ち込むことによって内面の自在な境地を体得しようというものである。
上述のように、禅宗は一般に外来宗教の要素が強いともいわれるが、道元の思想についてはしばしば独創性が豊かあると評される。道元が比叡山を離れた時、かれの念頭にあった疑問とは「人が本来、仏であるのならば、どうしてさらに発心修行して悟りを求める必要があるのか」ということであった。すなわち、天台本覚思想に対する根本的な疑問であり、それをどう乗り越えるかということであった。また、宋に渡って船が寧波の港に着き、積み荷のシイタケを買いに来た老僧との対話も、その後の道元の思想形成に強い影響をあたえることとなった。その老僧は、遠くの育王山で典座（炊事係）をつとめているとのことであり、道元が「どうして、尊年（御高齢）でありながら、坐禅して、禅僧のことばを手がかりに考えるということをなさらず、炊事のようなわずらわしい雑用に従事しておられるのですか。それが何のお役に立つのですか」と話しかけたところ、「外国の好人、未だ弁道を了得せず、未だ文字を知得せざるあり」と答えた、つまり、あなた（道元）は、書籍に記してあることの本当の意味が分かっていないと「大笑」されたのである。これは、坐禅や勉学にくらべて炊事などの日常的な用務は低級ないし無意味と考えていた道元にとっては大きな衝撃であった。これは、後述する修証一等の思想に大きな影響を与えることとなる。
道元は、時を経るにつれて仏法が失われていくとする末法思想は、かりそめの教えであり真の教えではないと否定した。そして自力による修行をすすめたが、これは天台本覚の教えで説くところの「人はみな仏性（悟りを得る力）を備えている」からこそ可能だという考えにもとづいている。
1227年（安貞元年）に帰国した道元は、建仁寺で正しい坐禅を説いた『普勧坐禅儀』を著し、禅こそが釈迦より伝えられた正法であると説いたため、延暦寺の僧たちの迫害対象となった。道元は、1230年（寛喜2年）建仁寺を去って深草（京都市伏見区）に逃れて『正法眼蔵』の著作を開始、1234年（文暦元年）、山城国宇治に興聖宝林禅寺を建て、坐禅修行を求める人びとの道場とした。道元は、唐代のきびしい禅を追求したところから「古仏道元」と呼ばれた。

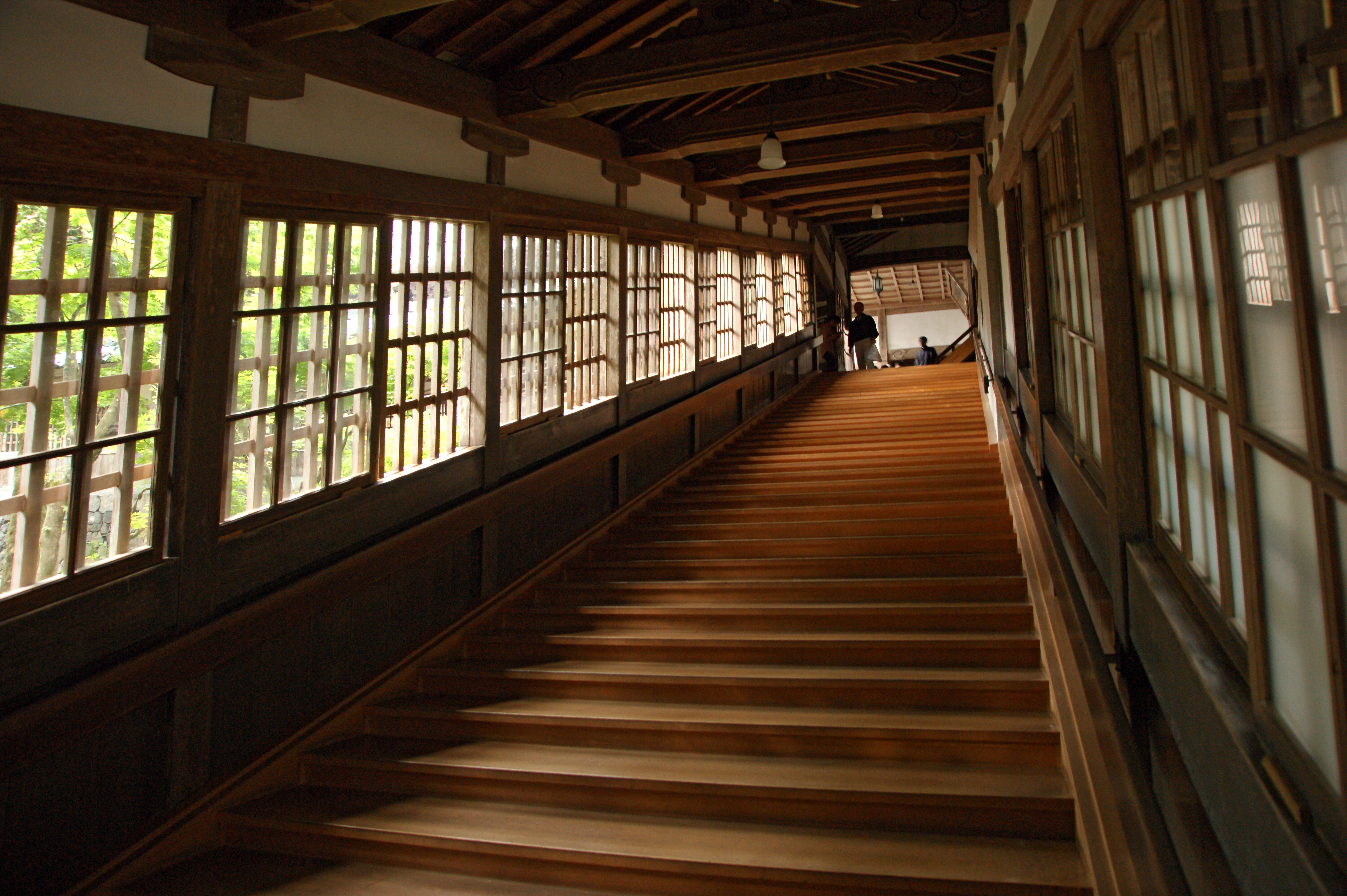
永平寺:階段状の回廊

道元は、不立文字を唱え、理論にとらわれず、一切を捨ててただひたすら坐禅に打ちこむことによってありのままの自己が現れ、身心脱落して悟りにいたる只管打坐を唱えた。これが正法禅である。道元は加持祈祷も念仏行を否定して正法禅の運動をつづけたが、それは従来の仏教における贅肉をいっさい削ぎおとす主張でもあったため、延暦寺からの迫害は年を追うごとにいっそう激化した。道元は、貴族の子として生まれた人物ではあったが、世俗的な権勢をいっさい拒否し、六波羅探題の武士であった波多野義重の招きに応じて1243年（寛元元年）越前国志比荘に向かい、永平寺 で坐禅中心のきびしい修行と弟子の育成に努めた。
和文で記された道元の主著『正法眼蔵』は、その存在論や時間論、言語論が現代においても注目されている。また、その含蓄深い内容はもとより、言葉づかいや文体その他表現の上でも日本語による宗教的・哲学的論述の最高峰のひとつといわれる。道元は『正法眼蔵』冒頭「現成公按」巻において、「仏道をならふといふは自己をならふ也、自己をならふといふは自己をわするるなり。自己をわするるといふは、万法に証せらるるなり。万法に証せらるるといふは、自己の身心および他己の身心をして脱落せしむるなり」と説いている。すなわち、仏の道を学ぶということは自己を知るということであり、自己を知るということは自己へのとらわれを取り除くことであり、自己にとらわれなければ現実のすべてが明らかになり、現実のすべてが明らかになれば身心脱落（悟り）に達し、自身と他者との区別もおのずから無くなるというような意味であり、さらに、世俗の一切を捨てて、生活のすべてを修行とすることこそ悟りであると教え、自己放下（じこほうげ）を強調して、煩悩や迷いのもととなる自己意識をうち捨てて本来の自己や真実の自己のあり方にめざめるべきことを説いている。栄西が新しい国家仏教を指向したのに対し、道元は、あくまでも普遍的な思想としての仏教を追い求め、如浄の教えにしたがって政治権力から離れた。世俗化した当時の仏教については臨済禅もふくめて根本からこれを批判している。これは、仏陀本来の精神に立ち帰ることの提唱であり、その点では、道元の思想もまた仏教の純化を指向するものであった。
道元ならではの思想として「修証一等」がある。修証一等とは、「修証一如」とも称し、『正法眼蔵』の巻首「弁道話」のなかで説かれ、「修」すなわち修行と「証」すなわち悟りとは同じ一つのものであって、修行に終わりはなく、また、悟りにも始まりはないという考え方である。したがって、そこにおける坐禅（只管打坐）は、悟るための修行ではなく、すでに悟ったうえでの修行なのだから、たとえば、それが初心者の学問修行であっても、そこには完全な悟りが実現されているとみる。すなわち、道元の説くところにおいては、坐禅は、悟りを得るための手段にとどまらない。坐禅して無心の境地にあるとき、人はすでに覚者すなわち仏陀なのであって、坐禅は仏としての行為（仏行）となる。ただし、仏であるという事実に安住するのではなく、仏であるからこそ、無限の修行を続けていかなくてはならないと理解される。そこから敷衍するならば、生活のすべてが修行なのであり、修行となるような生活をこそ送らなければならない。
孤高の思想家である道元自身には元来一つの宗をおこす意思はなかったと思われるが、永平寺につどった道元の弟子たちは教団化に努めた。永平寺の2代貫主となった孤雲懐奘は道元の教えを『正法眼蔵随聞記』として記し、懐奘の弟子で鎌倉時代末期にあらわれた瑩山紹瑾は、越前国・加賀国・能登国など北陸道を基盤として曹洞宗教団を打ち立てた。坐禅の修行そのものが悟りであるという修証一等（修証一如）の教えはしだいに地方武士のあいだに広まっていった。
なお、この時代の遁世僧は、禅宗のみならず律宗や時宗などもふくめ、一般に顕密諸宗の官僧にくらべて諸国間を移動することが多かった。特に禅宗の場合は各地に「旦過」と称する宿泊施設を設けて僧の逗留に資している。

## 旧仏教の刷新
信仰と実践を重んじる「新仏教」があいついで生まれ、武士や庶民に徐々に浸透していったものの、社会的勢力としては南都六宗や天台宗・真言宗などの勢力（旧仏教）が、依然として大きな力を保っていた。特に山門（天台宗）は大勢力を保ち、権門勢力と結んでしばしば新仏教に弾圧を加えた（権門体制）。しかし、「新仏教」の活発な活動に刺激をうけて、いわゆる「旧仏教」内部でも現状の反省と革新への気運が盛り上がってきた。なお、後述するように、「新仏教」と呼ばれる変革運動が実際に社会を動かすような力を持つようになるのは室町時代から戦国時代にかけてのことである。
| 宗派   | 僧侶                         | おもな事跡 |
| 法相宗 | 貞慶（解脱） 1155年 - 1213年 | 興福寺の僧の堕落をきらって笠置山に隠棲、戒律の護持・普及につとめ、法然の専修念仏を攻撃した。                           |
| 華厳宗 | 高弁（明恵） 1173年 - 1232年 | 京都の栂尾に高山寺を開いた。戒律を重視し、『摧邪輪』を著して法然を批判した。                                           |
| 律宗   | 俊芿（我禅） 1166年 - 1227年 | 渡宋して戒律を学び、京都に泉涌寺をひらいて台・密・禅・律兼学の道場とした。真言宗泉涌寺派の祖といわれる。               |
| 律宗   | 叡尊（思円） 1201年 - 1290年 | 大和の西大寺を復興し、戒律の護持・普及や民衆の教化につとめた。架橋や道路建設などの社会事業も熱心におこなった。         |
| 律宗   | 忍性（良観） 1217年 - 1303年 | 叡尊の弟子で鎌倉に極楽寺をひらいた。病人や貧民救済につとめ、奈良に救らい施設北山十八間戸を設営した。                   |
| 律宗   | 凝然（示観） 1240年 - 1321年 | 学問即行の立場で仏教史はじめ多数の著述をおこない、華厳、戒律の宣揚に努めた。特に『八宗綱要』は日本仏教史上重要である。 |
| 真言宗 | 覚鑁（正覚） 1095年 - 1143年 | 諸流細分した真言宗の修行を大成し、大伝法院流を創唱して、新義真言宗の祖といわれた。                                     |
| 天台宗 | 恵鎮（円観） 1281年 - 1356年 | 叡尊らの活動に刺激を受けて戒律「復興」運動をおこす。後醍醐天皇の討幕運動に参画、『太平記』編集の責任者でもあった。     |

### 法相宗
京都に生まれ、法相宗中興の祖といわれる解脱房貞慶（1155年 - 1213年）は、南都の興福寺にはいって叔父にあたる覚憲に師事して法相教学と律を学んだ。しかし1193年（建久4年）、荘園領主として世俗勢力化した興福寺に失望、僧侶の堕落をきらって同寺を出て、弥勒信仰によりながら南山城山中の笠置寺に隠遁した。笠置寺では、海住山寺の再興に尽力し、戒律の復興につとめ、また1205年（元久2年）に浄土宗を批判する『興福寺奏状』をあらわしたが、これは上述の法然弾圧の契機をつくることとなった。1208年（承元2年）、貞慶は再興なった海住山寺にうつっている。
従来の法相宗の基本的教義である「五性各別説」は、人間のなかには仏性をもたない「無性」の者がいるというものであったが、貞慶は良遍とともに「無性」概念は方便として設定されたものであると述べて「悉有仏性」を説き、法相宗のあり方としては自己否定と称されるほど踏み込んだ考えを示した。
なお、海住山寺五重塔は、貞慶の弟子覚真が師の一周忌供養に建立したものであり、国宝に指定されている。

### 華厳宗

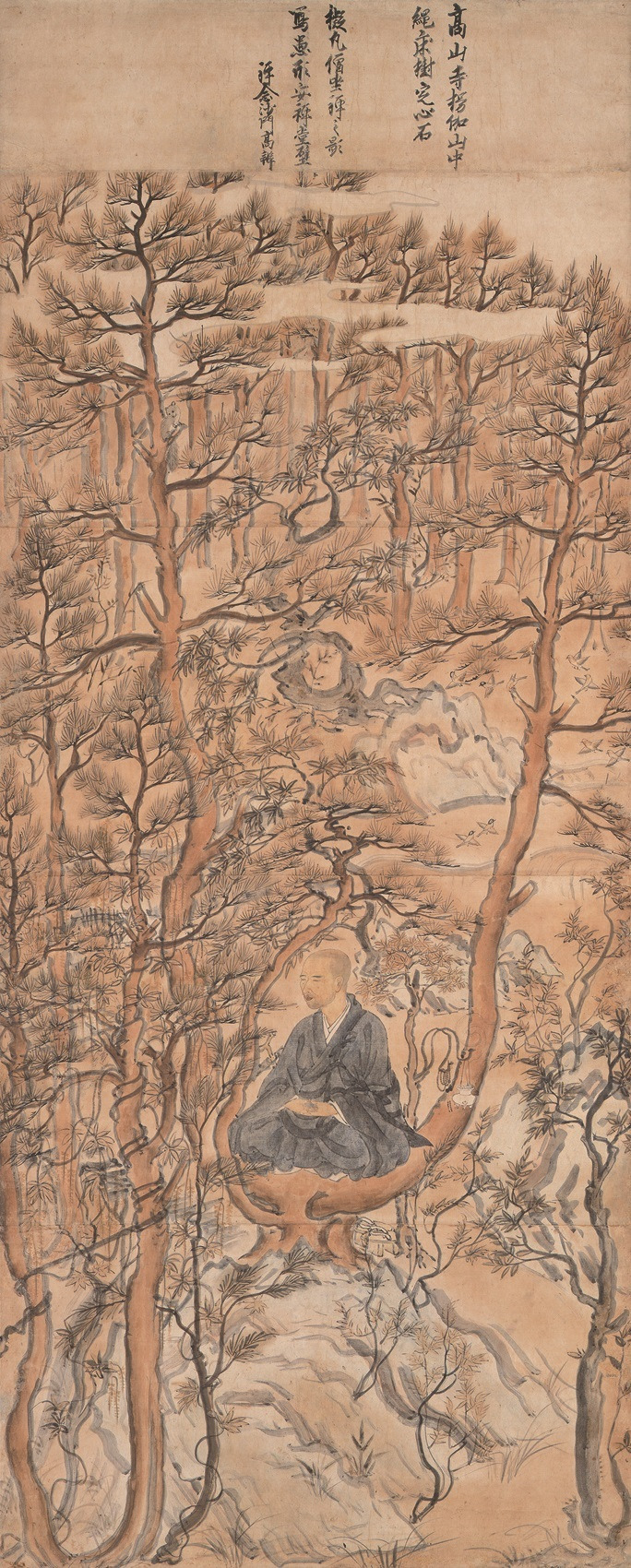
明恵上人樹上坐禅図（国宝）

華厳宗中興の祖といわれる高弁（1173年 - 1232年）は、平重国の子として紀伊国で生まれ、明恵上人の名で知られる。高弁は後鳥羽上皇と北条泰時から帰依をうけた。
1188年（文治4年）、高弁は上覚を師として出家し、東大寺戒壇で受戒した。東大寺の尊勝院で華厳教学を学んだが、21歳のときに国家的法会への参加要請を拒んだのち、東大寺を出て遁世した。1206年（建永元年）、高弁は、後鳥羽上皇の院宣により京都北郊の栂尾に高山寺をひらき、法然の専修念仏に反論する『摧邪輪』をあらわした。彼は、仏陀の説いた戒律を重んじることこそ、その精神を受けつぐものであると主張し、生涯にわたり戒律の「復興」を身をもって実践した。

### 律宗
戒律を重んじる律宗では我禅坊俊芿（1166年 - 1227年）が南宋からの帰国後、京都に泉涌寺 を再興し、天台・真言・禅・律兼学の道場とした。俊芿の律は、唐招提寺や西大寺を中心とする奈良の律（南京律）に対し、北京律といわれた。また、宋学（朱子学）を日本に伝えたのも彼であるという。
律宗中興の祖といわれる思円房叡尊（1201年 - 1290年）は、興福寺の僧を父として現在の奈良県大和郡山市に生まれた。1217年（建保5年）、17歳で京都山科の醍醐寺で出家し、同年中に東大寺戒壇で受戒した。1236年（嘉禎2年）、興福寺の覚盛らとともに東大寺法華堂の観音菩薩の前で自誓受戒し、単にみずからの悟りをめざすのみならず、他人も救済しようとする菩薩僧になることを誓った。叡尊は大和国西大寺を再興し、殺生を悪としてきびしく禁じて戒律「復興」に努める一方、技術者集団をかかえて道路や港湾の修復や架橋、寺社の修造などの公共事業をおこない、非人や貧民・病者の救済など社会事業にも力を尽くして、民衆の教化に努めた。
中国から最新の戒律の教えを取り入れた叡尊の教団にあっては、厳しい戒律を守ることこそが多様な救済活動の原点になっていた。民衆に対しては、分に応じた戒律の護持を勧め、戒律を守れば、その呪術力によって願いがかなうと説き、鎌倉中期以降爆発的に発展した。叡尊は1262年（弘長2年）、北条実時（金沢実時）や三村寺にいた弟子の忍性の招きにより鎌倉を訪れ、実時や新しく執権となった北条時宗に授戒した。叡尊による直接の受戒者は出家者で1,694人、在家者6万人余におよぶと伝えられる。叡尊は、南都北嶺で受戒した官僧に対し、新たに西大寺と唐招提寺に戒壇を設け、遁世僧にも授戒の道をひらき、鎌倉時代の社会に大きな影響をあたえた。朝廷・幕府の権力者から最底辺の民衆にまで厚い支持を集めた叡尊はまた、元寇に際して敵国調伏の祈祷を石清水八幡宮でおこなったことでも知られる。

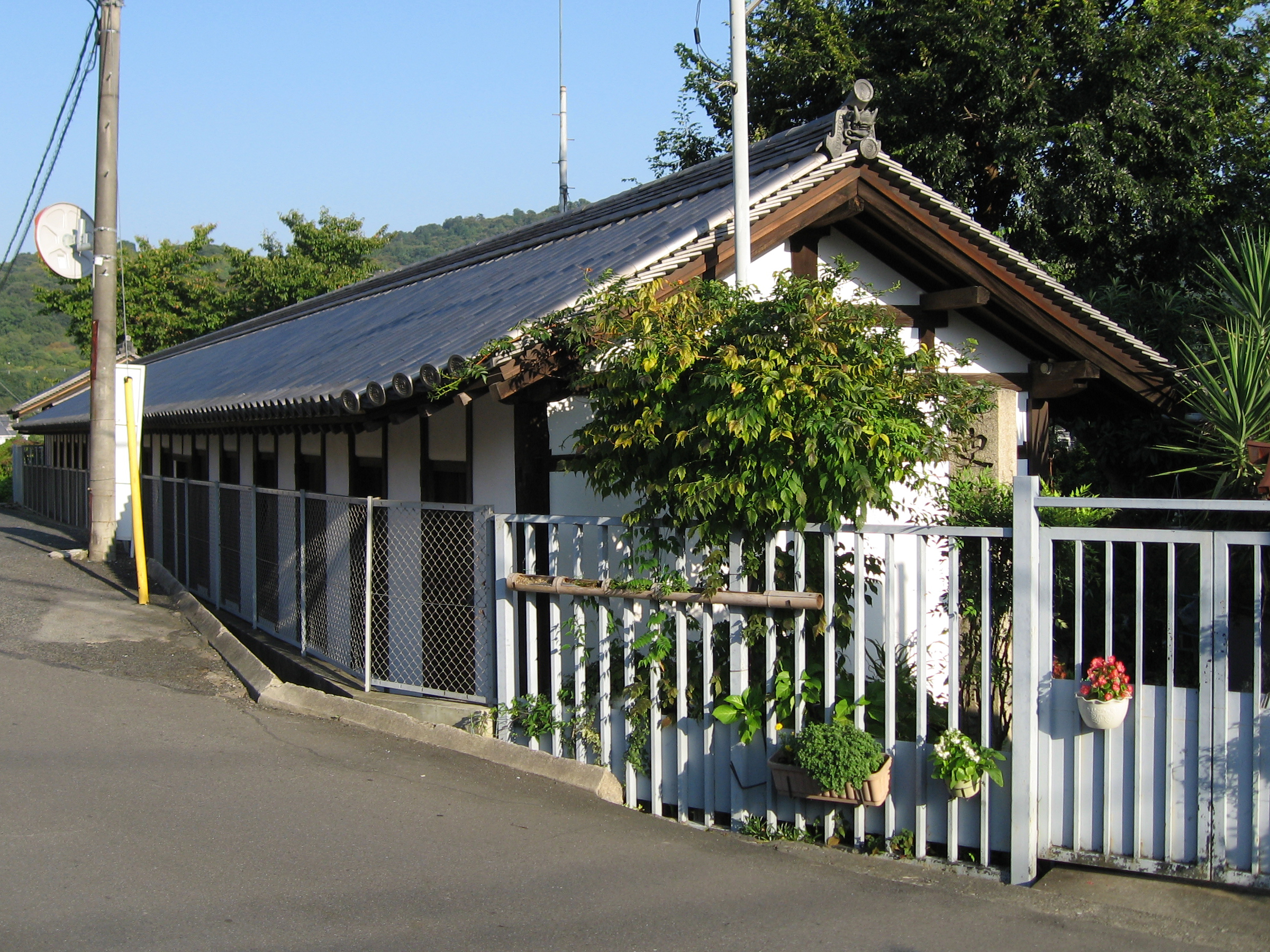
国の史跡北山十八間戸（奈良県奈良市）
忍性（良観）の設立による救らい施設

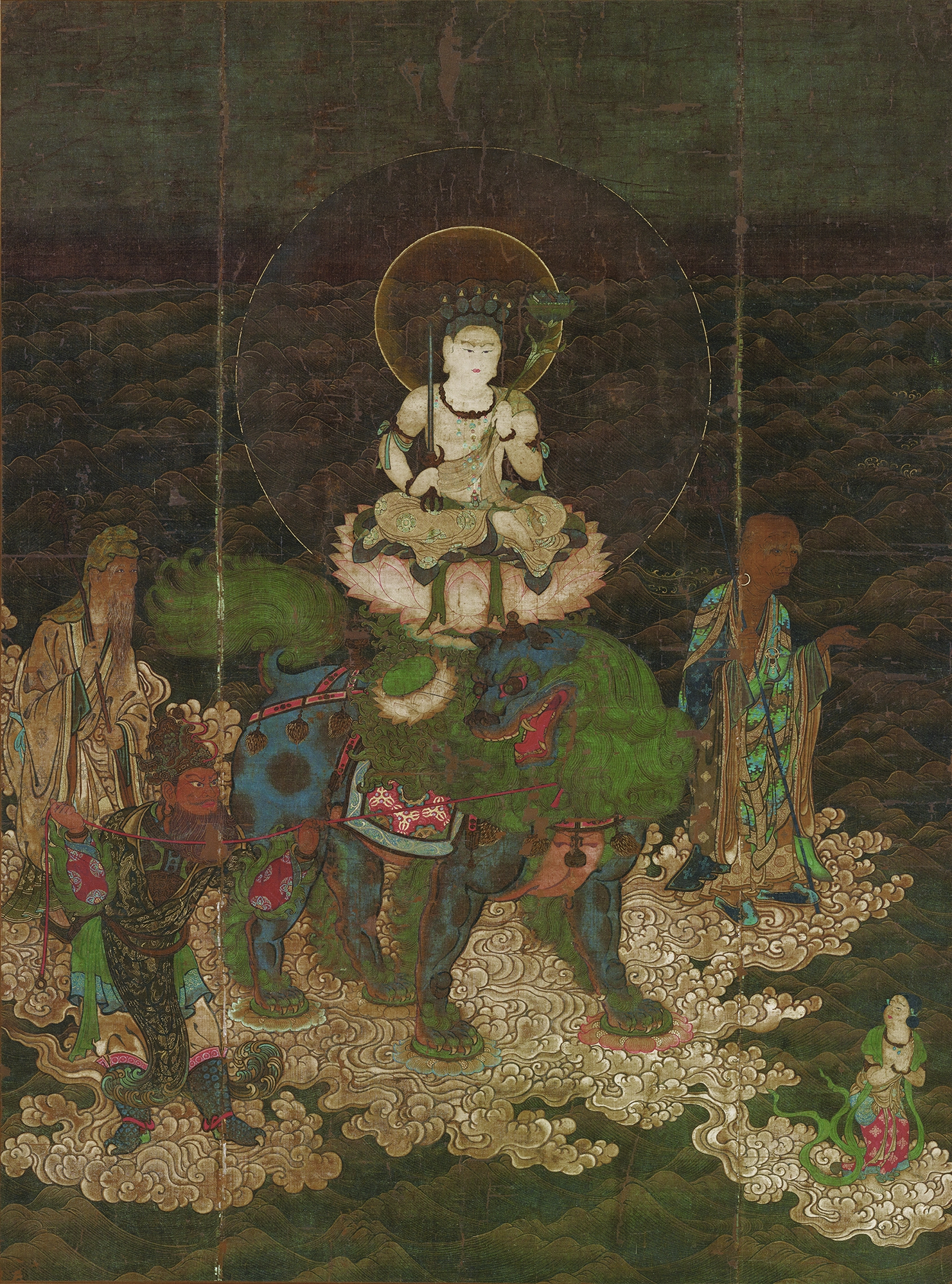
国宝「絹本著色文殊渡海図」（13世紀）、醍醐寺蔵

良観房忍性（1217年 - 1303年）は、16歳で母を失い官僧となったが、1239年（延応元年）、23歳で叡尊の西大寺再建に勧進聖として加わったことを契機として、叡尊に師事した。1240年（仁治元年）ころ、忍性は叡尊とともに西大寺を拠点として大和国内の宿々に文殊菩薩の図像を掲げて供養をおこない、住人に施物（せもつ）をあたえているが、このような慈善はそののちもしばしば繰り返された。師と同様、社会事業に尽力した忍性は、1243年（寛元元年）、奈良にハンセン病患者を救済するための施設として北山十八間戸を設立し、その経営にあたった。忍性は、1252年（建長4年）、東国に下り、常陸国三村寺（つくば市）に住み、その後、鎌倉に入って北条業時らの保護を受け、1267年（文永4年）、鎌倉の極楽寺を再興してそこを拠点に律宗復興のため尽力した。極楽寺境内には病宿・らい宿・薬湯室・療病院・坂下馬療屋などの施設が整えられた。また、和賀江島の修築や極楽寺坂切通しの開削など鎌倉で港湾の整備や道路整備などの土木事業にたずさわった。同時期に鎌倉で活躍していた日蓮からは「律国賊」と論争を挑まれたことがある。鎌倉はじめ各地に悲田院を設立した忍性は、とくに非人救済に尽力したが、それがことのほか重視されたのは、文殊菩薩信仰によるものである。文殊菩薩が貧窮・孤独・苦悩の姿に変わって人びとの前面にあらわれるという経文が信じられていたからであった。忍性はまた、重源・栄西とならび、東大寺大勧進職となった遁世僧であった。
他に律宗出身の学僧としては、円照（1221年 - 1277年）とその弟子凝然（1240年 - 1321年）がいる。特に凝然は、華厳経にも通じ、インド・中国・日本にまたがる仏教史を研究してその編述をおこない、日本仏教の包括的理解を追究して多くの著作をのこした。凝然の著した『八宗綱要]』は日本仏教史上重要な文献である。

### 真言宗
高野山では平安末期に正覚坊覚鑁（1095年 - 1143年）があらわれて、山内に大伝法院をつくり、民衆への布教につとめたが、金剛峯寺と対立して紀伊国の根来に退いて円明寺（根来寺）を建てた。かれは、諸流細分した真言宗の修行方法を大成し、大伝法院流を創唱した。その後、金剛峯寺方（本寺方）と覚鑁の流れを汲む大伝法院方（院方）との間で抗争が長くつづいた。
鎌倉時代中期にあらわれた俊音房頼瑜（1226年 - 1304年）は、大伝法院をさかんにしたが、金剛峯寺側が大伝法院に圧迫をくわえたため、1286年（弘安9年）、頼瑜は大伝法院を根来円明寺にうつして高野山から分かれ、大日如来の加持法身説（新義）を唱えて新義真言宗がひらかれた。

### 天台宗
近江に生まれた円観房恵鎮（1281年 - 1356年）は、1295年（永仁3年）に延暦寺で出家・受戒し、官僧名としては伊予房道政の名を付けられた。1303年（嘉元元年）、いったん遁世して禅僧となったが、翌年には黒谷にもどり、1305年（嘉元3年）ころ、師の興円にしたがって再び遁世し、以後、師に協力して円戒（天台宗の戒律）護持を主張した。この戒律復興運動は南都の叡尊らの活動に影響を受けたものである。恵鎮は、東大寺の大勧進となったり、法勝寺の復興に尽力するなど重要な役割をにない、『太平記』編纂の責任者も務めた。後醍醐天皇の討幕計画に参画し、文観とともに北条氏を呪咀したため、一時、陸奥国に配流された。建武新政が倒れたのちは足利尊氏の帰依を受け、建武式目の制定にかかわったといわれる。恵鎮は、円戒に関する多くの著作をのこしている。

### 「旧仏教」諸派と「新仏教」の関係
このように、「旧仏教」は戒律の「復興」を掲げて、国家からの自立と非人などの社会的弱者や女人もふくんだ個人の救済に努めたが、「新仏教」とりわけ念仏に対する対抗意識も強く、これを排撃する側に加わることもあった。上述した承元元年の弾圧はそのことにより引き起こされたものであった。
そのいっぽう、華厳宗の高弁（明恵）は三時三宝礼により「南無三宝後生たすけさせたまえ」と唱えるだけで成仏できると説き、法相宗の貞慶は唯心の念仏をひろめるなど、表面的には専修念仏をきびしく非難しながらも浄土門諸宗の説く易行の提唱を学びとり、これによって従来の学問中心の仏教からの脱皮をはかろうとした。
教学の面では、いわゆる「旧仏教」の側で「新仏教」に刺激されて集大成の気運が高まった。貞慶や高弁、また三論宗の明遍はじめ超人的な学僧が多数あらわれ、日本独特の教学を成立させた。また、東大寺の宗性は数々の僧伝を集成して日本仏教史を考察しようと努め、華厳教学を宗性に学んだ上述の凝然もまた仏教史を編述した。
鎌倉仏教と天台本覚思想との関連については、鎌倉仏教が本覚思想を否定することによって成立したという見方がこんにちの仏教学界では大勢をしめている。しかし、
鎌倉仏教を天台本覚思想の発展とする考え方も従来から存在しており、島地大等や宇井伯寿らすぐれた仏教学者によっても唱えられている。とくに島地は、「日本には『哲学』がない」と説いた中江兆民に対して、「哲学なき国家は精神なき死骸である」と述べて批判し、日本独自の「哲学」を代表するものとして本覚思想を掲げている。上述した親鸞の願力回向の説や一遍の思想などは本覚思想との連続性がみてとれる。日本思想史を専門とする尾藤正英は、日蓮の思想や道元の思想にも、本覚思想の実践化・具体化の要素があると指摘している。

## 鎌倉仏教論

### 「新仏教」・「旧仏教」概念の提唱
鎌倉仏教を「旧仏教」「新仏教」と呼んで区分する考え方自体は近代以降に成立した比較的新しいとらえ方である。この語が最初に用いられたのは、日本仏教史研究の先駆者とされる村上専精が明治時代に発行した『日本仏教史綱』（1898年 - 1899年）であり、「新仏教」という表現には高弁（明恵）以下のいわゆる「旧仏教」側の改革の動きをも含めて解説し、こうした動きに加わらなかった既存寺院を「従来仏教」「古宗」と表記している。
大正時代に入ってから、法然・親鸞・栄西・道元・日蓮・一遍によってはじめられた6宗をもって既存宗派と区別する見解が登場した。大正から昭和にかけては辻善之助が「旧宗」「新宗」と分類し、続いて大谷大学の大屋徳城が今日のような「旧仏教」「新仏教」の区分を用いて以降、この呼称が定着した。この6宗を「鎌倉新仏教」と称する見解は、戦後にもひきつがれ、家永三郎・井上光貞らをはじめとして長い間通説となっていたものであるが、ここでは、選択・専修・易行を特徴として広く武士や庶民に信仰の門戸を開いたことが重視される。
一方、前掲したように、奈良仏教や平安仏教、いわゆる「旧仏教」と称されるなかにも「新仏教」6宗に触発されて新しい動きが生まれた。具体的には、華厳宗の高弁（明恵）や凝然、法相宗の貞慶（解脱）、真言宗の覚鑁、西大寺流（後世「真言律宗」と称される教団。新義律宗教団）を開いて広く社会事業を展開した叡尊と弟子の忍性などの仏教活動である。これらについては単純に「旧仏教」と称してよいのかという疑問が提起されている。特に、叡尊・忍性の教団は「新仏教」と称すべき要素を持つのではないのかという指摘が各方面よりなされている。

### 真言律宗教団について
松尾剛次は、鎌倉新仏教の最も重要な要素を「国家からの自立」と「個人の救済」ととらえ、この2つがあって初めて貴族仏教から脱却して民衆仏教としての鎌倉新仏教が成立したとする立場に立っている。そこで、後世「真言律宗」と称される教団がどの新仏教宗派よりも先に国家公認の戒壇に代わる独自の戒壇を樹立して、独自の授戒を開始し、社会事業を通じて非人などの社会的弱者を救済し、あるいはこれまで国家から授戒を拒否されてきた女性（尼）への授戒を認めるなど、個人の救済を通じて社会に対する布教を行った事実を指摘した。そして、「鎌倉新仏教」と称されてきた6宗が天台宗を母体としていたように、真言律宗は律宗と真言宗に基礎を置きながらも、寺院外で活動する遁世僧を組織し、民衆救済を目的として活発な活動をおこなうなど、実態としては新仏教そのものであるとして、真言律宗教団を鎌倉新仏教の1つとする説を唱えた。
平雅行もまた、叡尊ら西大寺流は、従来の律宗とは戒律に対する考えが異なっており、人間集団としても全く異なることを指摘し、その点で、「鎌倉新仏教」の祖と称しうる内実を備えていると述べている。叡尊らの教団は、鎌倉時代の中期から南北朝時代にかけて爆発的に発展したが、その衰退も急速に進行し、江戸時代には独自の教団を構成することができず、真言宗と律宗に編入されている（それに対し、日蓮宗は室町時代以降天台宗より自立し、特に戦国時代に急速に発展し、江戸時代にあっては独立した宗派とみとめられている）。
さらに、蓑輪顕量・追塩千尋なども、その立脚する立場はそれぞれ異なるものの、真言律宗（西大寺流）を「鎌倉新仏教」の範疇のなかで把握している。

### 家永・井上説
上述した、家永三郎・井上光貞の見解は、法然・親鸞・栄西・道元・日蓮・一遍によってはじめられた6宗を「鎌倉新仏教」とし、ここでは、選択・専修・易行（反戒律）・在家主義・悪人往生などを特徴として、広く新興武士層や庶民などに対し信仰の門戸が開かれ、階層や身分を超越したあらゆる人びとの救済が掲げられたことが重視されており、多数の研究者の圧倒的な支持を得て定説化されたものである。
鎌倉仏教の研究史に画期をもたらすことになった家永の研究には1947年（昭和22年）の『中世仏教思想史研究』収載の一連の論文がある。家永によれば、天台・真言の平安仏教は、本質的に天皇と国家の消災到福の機能を果たしていくことに存在意義を見いだす「鎮護国家」の仏教にほかならなかったため、そこでは民衆の存在は視野になく、民衆救済は等閑視されており、それゆえ、民衆救済を掲げた「鎌倉新仏教」の画期性が強調される。
浄土教についてさらに深く追究し、克明かつ実証的な研究によって家永説をささえることとなった井上の理論的著作としては1956年（昭和31年）の『日本浄土教成立史の研究』がある。井上の視点には、石母田正の「領主制理論」の強い影響が認められる。石母田は戦後まもなく『中世的世界の形成』（1946年）を刊行し、伊賀国黒田荘（三重県名張市）を舞台として領主東大寺の古代的な荘園支配から武士団というかたちをとりながら在地領主が自立してゆく過程をえがき、このような在地領主層の台頭とそれに並行して展開していく農民の農奴化の動きこそが「領主制」という中世固有の社会関係の形成を示すものととらえた。井上は、このような古代国家の解体および武士団の成長という歴史過程と対応において浄土教の発達を論じているのである。

### 八宗体制論と顕密体制論
1969年（昭和44年）に日本仏教史研究者の田村圓澄によって初めて提唱された八宗体制論は、法然より始まる鎌倉新仏教の成立を、それ以前の貴族的・祈祷的な鎮護国家的な古代仏教に対し、個人の救済を主眼とする民衆仏教の成立として把握する家永・井上らによって唱えられた知見をベースとしており、1970年代以降の日本仏教史研究に影響をあたえた。田村は論文「鎌倉仏教の歴史的評価」において、『興福寺奏状』中の「八宗同心の訴訟」（伝統仏教八宗が心をひとつにしての訴え）の文言に注目し、八宗（南都六宗および平安二宗）がそのように同心して法然とその教えを排撃しようとする背景には、法然の教義から自分自身のもつ特権を防衛しようとする伝統仏教側の意図があったとみなし、そうした共通の利害にもとづく仏教界の古代的な秩序を「八宗体制」と名づけたのである。
なお、家永・井上の研究によって定説化され、田村圓澄の八宗体制論にひきつがれる通説をまとめると下表のようになる。
| 項目                   | 家永・井上・田村らの定説による説明                                                           |
| ---------------------- | -------------------------------------------------------------------------------------------- |
| 新仏教                 | 法然・親鸞・栄西・道元・日蓮・一遍をそれぞれ祖師とする教団の仏教。                           |
| 旧仏教と旧仏教改革派   | 八宗（南都六宗・平安二宗）は旧仏教。華厳宗の高弁（明恵）・律宗の叡尊は旧仏教のなかの改革派。 |
| 新仏教の特色           | 選択・専修・易行。民衆救済の仏教。                                                           |
| 旧仏教の特色           | 兼学・雑信仰・戒律重視。国家仏教・貴族仏教。                                                 |
| 中世仏教               | 新仏教                                                                                       |
| 布教対象               | 武士・農民・都市民                                                                           |
| 社会経済史とのかかわり | 荘園制を古代的制度ととらえる。荘園領主である寺社もまた古代的である。                         |

八宗体制論を軸とする田村の見解は、それまで混乱と分裂のイメージでとらえられがちであったいわゆる「旧仏教」の側にも、共通の利害に由来した一定の秩序があったことを指摘した点が従来説とは異なっており、これはやがて次の段階における鎌倉仏教研究にあって大きな課題として浮上していった。すなわち、中世社会において伝統仏教がたがいに共存する体制をどうとらえるかが問題になったのである。
こうしたなか、従来、思想史と宗門史によって進められてきた鎌倉仏教研究を宗教史への総合的な統一のなかで扱うことを提言した黒田俊雄は1975年（昭和50年）、『日本中世の国家と宗教』などにおいて、「新仏教」「旧仏教」という分析概念ではなく、「正統派」「改革派」「異端派」の分析概念を採用した。そして、鎌倉時代にあっても南都六宗や天台宗・真言宗は「顕密主義」という共通の基盤を有しており、むしろ密教化を進めてきた「旧仏教」の方こそが主流であったという「顕密体制論」（「密教を統合の原理とした顕密仏教の併存体制」と規定される）を唱え、これら主流派の寺社勢力に対する異端として法然・親鸞・日蓮・道元らを位置づけ、一方、高弁や叡尊らを改革者と位置づけた。ここでは、従来、古代的とのみ見なされてきた仏教勢力が封建領主の一形態として中世的な変化を遂げていく様態が重視され、黒田自身の提唱した権門体制論の国家像を前提としながら、政治社会史全体のなかで仏教をとらえることで仏教史に新たな視点を提供した。家永・井上らの「旧仏教＝古代仏教、新仏教＝中世仏教」という図式は完全にくつがえされた。なお、国家的寺院かつ古代寺院であった東大寺が、荘園領主としての中世寺院へ生まれ変わっていく過程については、稲葉伸道、久野修義、永村真らの研究がある。
かつて鎌倉新仏教によって克服されるべき古代的秩序とみなされた「八宗体制」は、日本中世史研究の新たな蓄積をふまえた黒田によって換骨奪胎され、「顕密体制論」として再構築された。そして、田村によって「八宗」と総称され、新仏教によって克服の対象とされた伝統仏教の側こそがむしろ中世における正統仏教とされたのである。黒田による顕密体制論をまとめると、以下のようになる。
| 項目                   | 黒田説（顕密体制論）による説明                                                                                                   |
| ---------------------- | --- |
| 新仏教                 | 法然・親鸞・日蓮・道元による異端の仏教（弾圧を受けた一握りの弟子たちの仏教も含める）。                                           |
| 旧仏教と旧仏教改革派   | 南都六宗・平安二宗は旧仏教。高弁・叡尊・栄西・一遍は旧仏教改革派。法然・親鸞・日蓮・道元らの大部分の弟子の仏教も改革派に属する。 |
| 新仏教の特色           | 密教の否定。世俗権力と対決したため、異端として弾圧される。                                                                       |
| 旧仏教の特色           | 密教化・世俗権力との癒着。中世仏教における正統。                                                                                 |
| 中世仏教               | 変質した旧仏教（新仏教は異端で少数派）                                                                                           |
| 布教対象               | 荘園農民 |
| 社会経済史とのかかわり | 荘園制を中世的制度ととらえる。荘園領主である寺社もまた中世的である。                                                             |

法然・親鸞の研究からはじまって黒田の顕密体制論をひきついだ上述の平雅行によれば、「改革派」は祈祷を重視した戒律興行、仏法王法相依論の主張、禅律僧の諸活動（勧進、交通路の整備、葬送、慈善救済事業）を特色としており、「異端派」の特色は、雑行・雑信の否定をともなう仏法の一元化、此岸の宗教的平等思想、一切衆生（「穢悪の群生」）という身分思想、そして、顕密仏教の思想的呪縛や宗教的領主支配からの民衆の解放などの諸点である。
平はまた、中世においても、鎮護国家と五穀豊穣を祈念する「旧仏教」は津々浦々に末寺末社のネットワークを張り巡らし、全国一斉に豊作祈願をおこなっていること、なかでも比叡山延暦寺では、天台・真言のみならず南都仏教や浄土宗・禅宗まで仏教のあらゆる教学が講じられる一方、和歌、儒学、農学、医学、天文学から医学、土木技術にいたるまでの諸学が教授されていたことを指摘し、いわゆる「旧仏教」は「中世の知識体系の結節点」でもあったと述べている。いわゆる「旧仏教」はこのように、社会的にも、文化的にもきわめて大きな影響力を保持しており、平はその大きさを「中世社会を貫く文化体系」と表現している。それにくらべれば、いわゆる「新仏教」が同時代にあたえた影響力はほとんどなく、浄土真宗や日蓮宗、曹洞宗が社会的意味合いをもつようになるのは戦国時代に入ってからとしている。すなわち、応仁・文明の乱以後、権門体制がくずれ、伝統八宗（顕密仏教）や五山派が凋落したのに対し、それに代わって一揆（一向一揆・法華一揆）を組織して多くの信者を獲得したのが浄土真宗であり、日蓮宗であった。浄土教においては、浄土真宗にくらべ多数の信者をかかえていた時宗が衰退し、禅宗のなかでは、五山に代わって林下の禅（曹洞宗系、臨済宗のなかでも大徳寺や妙心寺など五山派以外の寺院による禅）が勃興した。仏教界でも下剋上の動きがおこって「異端派」の教えが爆発的に広まっていったのであった。

### 「遁世僧」という視座
近年、松尾剛次が、官僧および遁世僧という分析視覚を設定して、新たな鎌倉仏教論を展開している。それによれば、国家公務員的な僧侶である官僧に対し、その世界から離脱して遁世僧となった僧を祖師として個人の救済につとめた教団こそが「鎌倉新仏教」と称されるべきであり、その意味からは高弁（明恵）や叡尊も何ら6宗との差異が認められないところから、「鎌倉新仏教」の範疇に含めて考えて問題ないと主張している。松尾は、上述の黒田に対して宗教史の展開は社会経済史の展開に対して自律的だとの見解を採っており、「新仏教」の呼称も中世仏教の新しさを典型的に示すという意味で用いている。松尾独自の視点をまとめると下表のようになる。
| 項目         | 松尾説による説明                                                                         |
| ------------ | ---------------------------------------------------------------------------------------- |
| 新仏教       | 法然、親鸞、日蓮、栄西、道元、一遍、高弁、叡尊、恵鎮などの遁世僧を祖師とする教団の仏教。 |
| 旧仏教       | 官僧僧団（天皇より鎮護国家を祈る資格を認められた僧侶の集団）による仏教。                 |
| 新仏教の特色 | 「個人」救済を第一義とする個人宗教。祖師信仰を有する。                                   |
| 旧仏教の特色 | 鎮護国家の祈祷を第一義とする共同体宗教。                                                 |
| 中世仏教     | 新仏教                                                                                   |
| 布教対象     | 都市的な場での「個人」                                                                   |

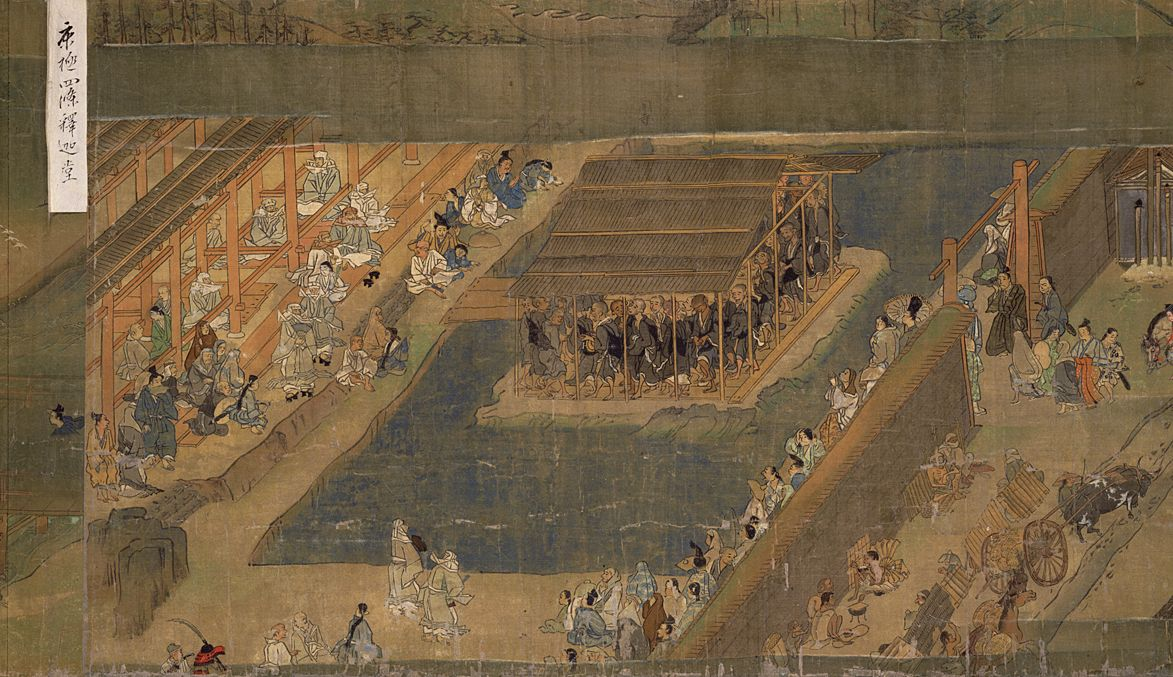
踊り念仏のようすが描かれた絵巻物『一遍上人絵伝』（国宝）

松尾によれば、法然、親鸞、日蓮、栄西、道元、一遍、高弁、叡尊、恵鎮らは、一遍をのぞけばすべていったんは受戒して正式な官僧となった人物であり、なおかつ、官僧集団との対抗関係や協力関係を通して、みずからの立脚すべき道を見いだしていった僧である。松尾は、「鎌倉新仏教」が一応社会的に認められるに至った鎌倉時代後半にあらわれた一遍もまた、事実としては官僧経験のなかった人物であるにかかわらず、延暦寺で学び、延暦寺戒壇で受戒したという一種の神話が『一遍上人年譜略』に記されていることから、遁世僧教団の核となった僧は、官僧から離脱して再出家した二重出家者（遁世僧）であるべきとの観念が流布していたことが裏付けられることを指摘している。そして、従来「旧仏教」にカテゴライズされていた高弁（明恵）、叡尊、恵鎮もふくめて、「新仏教」の祖師と称されるべき新しい仏教活動を開始し、在家信者を構成員とする教団を樹立したのである（松尾は、泉涌寺の俊芿、海住山寺の貞慶、三宝寺の大日能忍もその可能性が高いとしている）。さらに、これらの教団は祖師神話をもち、祖師である遁世僧を核として構成員を再生産するシステムをつくりだしているのであり、具体的には、松尾のいう「旧仏教」が国家的得度によって出家・受戒した僧によって担われ、法衣も律令の授戒制下にあって白色の袈裟を着用することが多かったのに対し、松尾のいう「新仏教」は、天皇とは無関係な独自の入門儀礼のシステムを持ち、「穢れ」や貴賤を超越した色と認識された黒衣を着るなどの違いがある。そして、着衣の色は、それを着ている僧の自己認識を象徴していたと考えられるのである。
さらに、松尾は、官僧が大きな特権を有していた反面、朝廷に仕えることによって「穢れ」を忌避しなければならず、公費によって活動するため、穢れた存在とみられた女人の救済 や非人の救済、死穢にふれる葬送、諸国をめぐりさまざまな穢れにふれる可能性の高い勧進 などの諸活動に大きな制約があったのに対し、黒い法衣を選んだ遁世僧僧団は、官僧の特権と制約を離れ、教義の母体をどこに置くかにかかわらず、あるいは、戒律を重視する・しないにかかわらず、女人救済・非人救済・葬送・勧進などの諸活動に従事することができたのであり、これこそが「新仏教」と称されるべき内実であると主張した。

### 「新仏教」概念の有効性について
一方、平雅行は、「鎌倉新仏教」の分析概念が有効であるかについて疑義を呈している。上述の通り、貞慶や良遍が法相宗において従来の教義から逸脱するかのような大胆な論理を展開したことや律宗の叡尊教団が従来とは異なる考え方にもとづいて新しい活動をおこない、その担い手も異なることから、ともに「新仏教の祖」と称されてよい内実を備えている一方、日蓮のめざしたことは「天台宗の復興」であり、南北朝・室町期の日蓮宗寺院は延暦寺の末寺であって日蓮宗僧侶も多くそこで学んでいることから、むしろ「旧仏教の復興」という範疇にふくめてよいとしたうえで、「旧仏教」と「新仏教」を分ける基準が、実は江戸時代にあったことを指摘した。すなわち平は、江戸時代に独自の宗派として認可されたもののうち、中世前半の宗祖をいただいている宗派だけが従来「鎌倉新仏教」と称されてきたのにすぎないと述べ、そうであるならば、「新仏教」はむしろ「江戸新仏教」と呼ぶのが実態としては正確であるとしている。
さらに平は、古代仏教は、9世紀から10世紀を境として、密教を核として諸宗諸信仰の統合がなされ、個人的仏教信仰が発達するという大変貌を遂げており、すでに平安時代中期において、末法思想を喧伝することによって、国司や武士の横暴から世を救い、自らを救うというかたちで民衆の不満を吸収しながら、仏教の民衆化をすでに達成していた事実を指摘した。その根拠として、平安時代の文献には悪人往生や女人成仏の話が多く収載されていること、また、当時おこなわれた「悪僧」たちの強訴にしても、民衆運動としての一側面があったことが掲げられている。
以上のことから、平は、従来、分析用語として用いられてきた「鎌倉新仏教」の呼称は、親鸞や日蓮らの影響力を過大視することを前提にしたものであり、これはむしろ、近世における宗派秩序を中世に投影させることによって生じた誤解ではないかと論じている。もとより、平は「新仏教」（平の用語では「異端派」）の歴史的意義として、上述のように、仏法の一元化（純粋化、絶対化）を進めて社会に批判の眼を向け、人間平等を主張して民衆を解放したことを挙げているが、同時に、鎌倉仏教の分類や定義は、その内在性に即して検討されるべきことを主張しているのである。
「鎌倉仏教」概念をめぐっては、以上のように活発な議論がおこなわれてきたが、こんにちでは鎌倉仏教の変容を時間的推移のなかで探究していくこと、および、経済史および政治史との関係性のなかで鎌倉仏教の全体史を構築していくことが重要な課題となっている。